# Lautsprecher

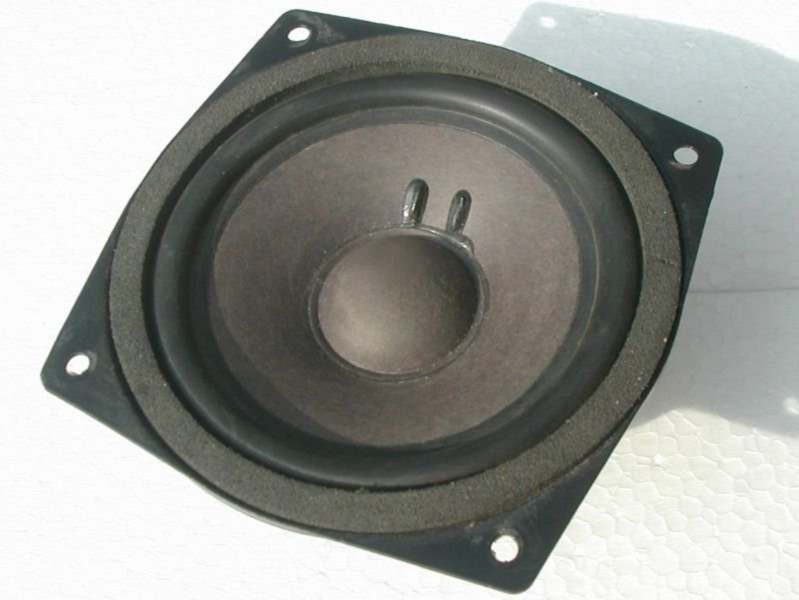
Dynamischer Lautsprecher (Tauchspulenprinzip) mit Papier-Konusmembran und Gummi-Sicke

Lautsprecher  sind Schallwandler, die aus einem elektrischen Eingangssignal Schall erzeugen.
Sie dienen meist der Wiedergabe von Sprache oder Musik als Luftschall und sind daher auf Frequenzen im Hörbereich des Menschen ausgerichtet (20 Hz bis 20 kHz). Spezielle Bauformen erzeugen jedoch auch Schall in Festkörpern oder Fluiden (etwa unter Wasser) oder außerhalb des menschlichen Hörbereichs (Ultraschall).
Die typische Größe variiert zwischen sehr kleinen Formen von 0,5″ (1,3 cm) bis hin zu 32″ (80 cm) großen Basstreibern für PA-Anlagen.

## Begriffe
Das Wort „Lautsprecher“ wird allgemeinsprachlich auch für Lautsprecherboxen verwendet; fachsprachlich (und auch in diesem Artikel) wird darunter jedoch nur der eigentliche Schallwandler verstanden, also die kleinste funktionierende Einheit zur Schallerzeugung.
Alternative Ausdrücke für diese Einheit sind Treiber und Chassis, wobei es auch hier jeweils abweichende Verwendungen gibt: Ein „Chassis“ ist im engeren Sinn nur der nicht bewegliche Teil des Lautsprechers. Bei Hornlautsprechern schließt „Treiber“ das eigentliche Horn nicht mit ein.

## Geschichte

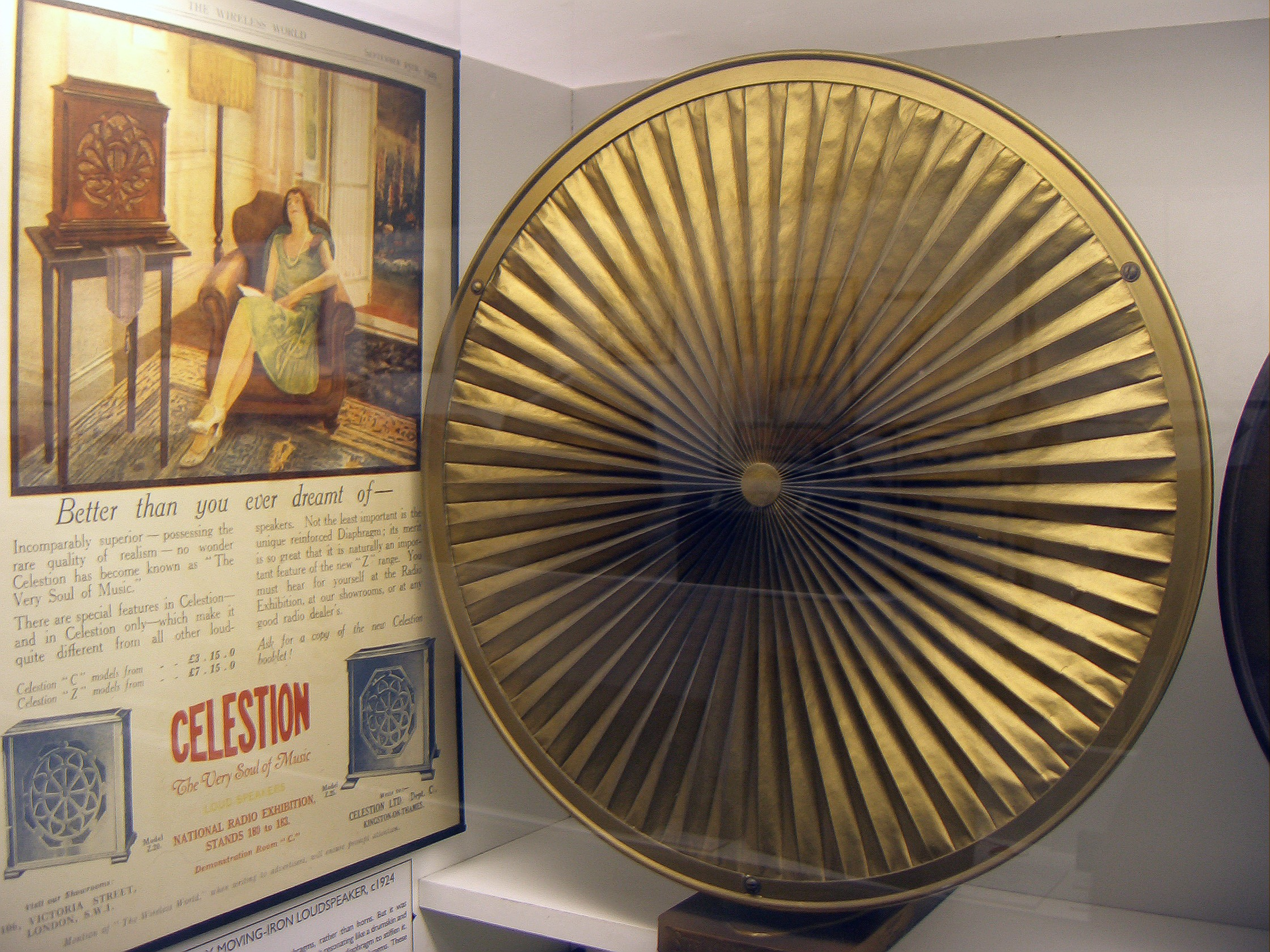
Magnetischer Lautsprecher der Firma Celestion aus dem Jahr 1924

Die Entwicklung des Lautsprechers ist direkt mit der Erfindung des Telefons verknüpft und begann 1860 mit der ersten öffentlichen Vorführung eines Fernsprechapparates durch Antonio Meucci. Ein Jahr später präsentierte Philipp Reis sein Telefon, das später von Alexander Graham Bell weiterentwickelt wurde.
Nach dem von Thomas Alva Edison 1877 zum Patent angemeldeten Phonographen stellte Emil Berliner 1887 sein Grammophon vor. Deren teilweise markante Schalltrichter waren jedoch noch keine Lautsprecher im Sinne eines elektroakustischen „Wandlers“. In deren Schalldosen, die die Aufgabe des "Treibers" übernahmen, wurden beim Abspielen der Tonträger die je nach System vertikalen oder horizontalen Bewegungen der Nadel bzw. des  Safirs während des Gleitens durch die sich vorwärts bewegende Rille über ein Hebelsystem in analoge Schwingungen der Membran umgewandelt. Der so rein mechanisch reproduzierte Schall wurde also ohne jeglichen Einsatz von Elektrizität erzeugt und dann durch ein akustisches Horn abgestrahlt.
Werner von Siemens erhielt bereits 1878 das Patent für einen elektrodynamischen Lautsprecher; sein Pech war aber das Fehlen geeigneter Audioverstärker. Als Begründer der modernen Lautsprecher gilt Sir Oliver Lodge. Bei der Berliner Funkausstellung wurde 1925 der erste elektrodynamisch angetriebene Lautsprecher öffentlich vorgestellt. Im gleichen Jahr hatten Edward Kellog und Chester Rice von der amerikanischen Firma Western Electric den dynamischen Tauchspulenlautsprecher entwickelt, wie er im Prinzip bis heute in den meisten schallabstrahlenden Systemen zum Einsatz kommt.
Neben kontinuierlicher Optimierung der verwendeten Materialien ermöglichte es später vor allem die Erfassung der einzelnen physikalischen Größen, den klassischen Lautsprecher gezielt zu verbessern – speziell unter Berücksichtigung seiner Wechselwirkungen mit dem jeweiligen Gehäuse. Zugleich wurden neue Formen entwickelt, elektrische Impulse in Schall umzuwandeln, bis hin zur Schwingungsanregung von Luftplasma.

## Funktionsprinzip

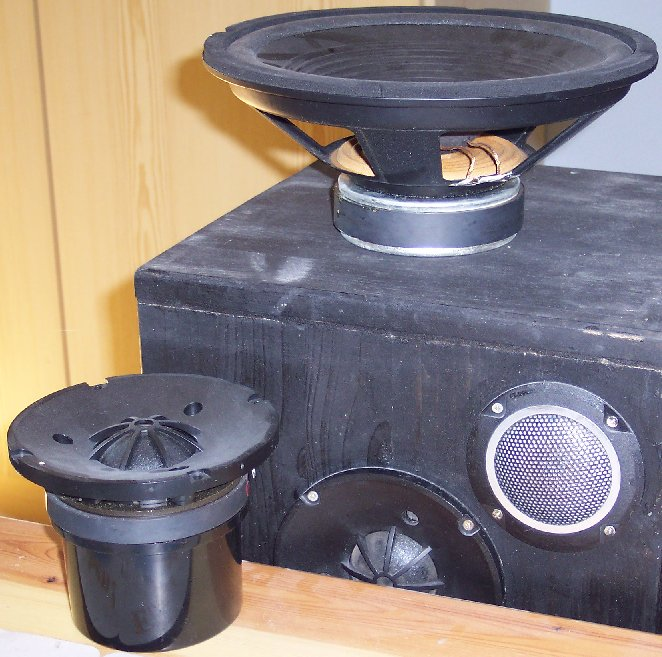
Beispiele für HiFi-Lautsprecher: eine Box (schwarz, nur teilweise sichtbar, mit eingebautem Hoch- und Mitteltonlautsprecher), darauf liegend ein ausgebauter Tieftonlautsprecher, vorne auf der Holzplatte ein ausgebauter Mitteltonlautsprecher

### Allgemeines
Ein Lautsprecher besteht in den meisten Fällen aus drei Komponentengruppen: der Membran, der Antriebseinheit sowie deren verbindenden Elementen. Beim Standardmodell des sogenannten Tauchspulenlautsprechers wird die Membran von einer mittig angebrachten Schwingspule in Bewegung versetzt; zum Antrieb gehört neben der Spule ein Magnet, in dessen Feld sie schwingt. Ein Korb verbindet den Magneten mit einer Sicke sowie einer Zentrierspinne, welche ihrerseits die Membran führen.
Abhängig vom Einsatzzweck bestimmen unter anderem die benötigte Lautstärke, der Frequenzumfang, das Platzangebot und die erwünschte Signaltreue, wie der Wandler jeweils konstruiert wird: Lautsprecher für Durchsagen am Flughafen müssen ganz anderen Anforderungen entsprechen als Player-Ohrhörer oder etwa Ultraschallreiniger.
Bei HiFi-Lautsprecherboxen werden meist mehrere frequenzspezifisch optimierte und über Lautsprecherweichen selektiv angesteuerte Wandler eingesetzt, um das gesamte Hörspektrum abzudecken. Lautsprecher lassen sich in ihrem unteren Arbeitsbereich durch ihre Thiele-Small-Parameter beschreiben, wodurch das komplexe Zusammenspiel ihrer Bauelemente rechnerisch fassbar wird.

#### Membran
Je nach Bauart und Frequenz bewegt sich die Membran kolben- oder wellenförmig. Während zum Beispiel Biegewellenwandler den Verformungseffekt nutzen, stellen Partialschwingungen bei den meisten Lautsprechern unerwünschte Störkomponenten dar.
Zur Erhöhung ihrer Steifigkeit kann man zentral angetriebene Membranen trichterförmig bauen (was den üblichen Konuslautsprechern ihr Aussehen verleiht) und ein möglichst stabiles Material wählen. Harte Werkstoffe wie Aluminium oder Keramik weisen jedoch ausgeprägte Eigenresonanzen auf, während Kunststoffe wie Polypropylen zwar über eine gute innere Dämpfung verfügen, aber bei Präzision und Wirkungsgrad schwächeln. Heute werden die unterschiedlichsten Mischungen und Schichtungen eingesetzt; Papier – schon seit Jahrzehnten für Lautsprechermembranen verwendet – liefert dabei nach wie vor beste Ergebnisse.
Zur Umgehung von Partialschwingungen kann man die Membran auch möglichst weitflächig antreiben. Diesem Prinzip folgen beispielsweise Magnetostaten, bei denen sich die Schwingspule – folienmäßig aufgetragen – über die gesamte Membranfläche verteilt; deren Material darf dann entsprechend dünn (sprich: leicht und somit impulsschnell) sein. In ihrer Auslenkung sind solche Flächen jedoch durch die umgebenden Magnetstäbe limitiert.
Je tiefer der Ton, also je niedriger die Frequenz, desto mehr Luft muss eine Membran für die gleiche Lautstärke verschieben. Dieses Volumen ergibt sich aus Gesamtfläche und Auslenkungsvermögen. Sowohl die größere Masse einer großen Membran als auch eine weite Auslenkung erfordern einen stärkeren Antrieb. 
Die Schallbündelung durch die Membran steigt mit ihrer Größe.

#### Antrieb
Die Parameter des Antriebs hängen sowohl von der Größe der Spule ab (Durchmesser und Wicklungshöhe) als auch von der Stärke und Reichweite des Magnetfeldes. Maßgeblich sind zudem der Spulen-Innenwiderstand (abhängig von der Leitfähigkeit ihres Materials), die Distanz zwischen Spule und Magnet sowie eventuelle Verluste durch Wirbelströme (abhängig von der – unerwünschten – Leitfähigkeit des Spulenträgers).
Bei Piezolautsprechern entfallen Spule und Magnet: Das Signal wird an eine Scheibe aus piezoelektrischem Material angelegt, die direkt mit der Membran verbunden ist. Elektrostaten wiederum arbeiten mit einem hochtransformierten Signal, das über Statoren auf eine unter konstanter Spannung stehende Folienmembran wirkt; beim Plasmalautsprecher wird ein ionisiertes Gas mit einem Hochspannungsfeld in Schwingungen versetzt.

### Grundlagentheorie
Im unteren Arbeitsbereich um die Resonanzfrequenz lassen sich Lautsprecher, die als getriebenes Masse-Feder-System arbeiten, durch die Thiele-Small-Parameter beschreiben.
Ähnlich wie elektrischer Strom, der durch die elektrische Stromstärke und die elektrische Spannung beschrieben werden kann, gibt es bei Schallwellen die Schallschnelle und den Schall(wechsel)druck.
Schallschnelle beschreibt die Geschwindigkeit, mit der die Luftmoleküle durch den Schall bewegt werden, Schalldruck den dabei entstehenden Druck.
Schallabstrahlung einer Membran an die sie umgebende Luft ist auf Grund der geringen Schallimpedanz von Luft eine sehr ineffiziente Sache, die bei tiefen Frequenzen weiter auf 0 abfällt, bei höheren Frequenzen steigt sie mit einigen Überschwingern bis auf einen von Form und Größe der Membran vorgegebenen Grenzwert an. Beim klassischen Problem des Kolbenstrahlers in unendlicher Schallwand im allseits unendlich großen Raum ist der Strahlungswiderstand bis zum Grenzwert proportional zur Frequenz. Dies sollte ein stark höhenbetontes Klangbild zur Folge haben. Es ist bei fast allen Strahlern aber so, dass die aufgebrachte mechanische Kraft für höhere Frequenzen konstant ist und damit nach Newton auch die Beschleunigung. Dies bedingt, dass die Schnelle umgekehrt proportional zur Frequenz ist. Dies kompensiert genau das Ansteigen des Strahlungswiderstandes. Bei den meisten Strahlern gibt es also ohne weiteres Zutun einen Bereich, in dem die abgestrahlte Leistung unabhängig von der Frequenz ist, und dieser wird folglich zum Hauptarbeitsbereich gewählt.
Das Beispiel mit der unendlichen Schallwand zeigt, dass eine analytisch mathematische Behandlung nur in einfachen Modellfällen möglich ist. Mehrere Membranen oder Resonatoren interagieren miteinander und mit den Strukturelementen von Räumen. Dies verändert unter anderem den Strahlungswiderstand. Man kann sich den Strahlungswiderstand als zusammengefasste Rückwirkung des Strahlungsfeldes auf den Strahler vorstellen.
Bei Direktstrahlern, die nur aus Membranen bestehen, sind die Kräfte, mit denen das Strahlungsfeld auf die Membran zurückwirkt, gegenüber der Antriebskraft, der Massenträgheit und den elastischen Federkräften vernachlässigbar. Die Bewegung der Membran ist also praktisch unabhängig vom barometrischen Gleich-Luftdruck, bis hin zum Vakuum. Elektrische und mechanische Messungen an Chassis sind somit im Freifeld vergleichbar mit solchen im Hallraum. Die Berechnung der Zusammenschaltung mehrerer Membranen zu einem Feld kann daher durch einfache, rückwirkungsfreie Überlagerung der Einzelcharakteristiken erfolgen. In diesem Fall spricht man von einer Fehlanpassung mit entsprechend geringem Wirkungsgrad.
Der Einsatz von akustischen Resonatoren oder Impedanztransformatoren, beispielsweise Hörnern, ändert schmal- oder breitbandig sehr drastisch die Ankopplung der Membran an das Strahlungsfeld. Die Kräfte des Strahlungsfeldes auf die Membran sind nicht länger vernachlässigbar. Die Zusammenschaltung ist in diesem Fall nicht rückwirkungsfrei und auch die anderen Vereinfachungen gelten nicht mehr. In diesem Fall spricht man von einer Leistungsanpassung mit gutem Wirkungsgrad.

## Bauformen

Konus-Lautsprecher schematisch, seitlicher Schnitt („Abdeckkappe“ = Staubschutzkalotte)
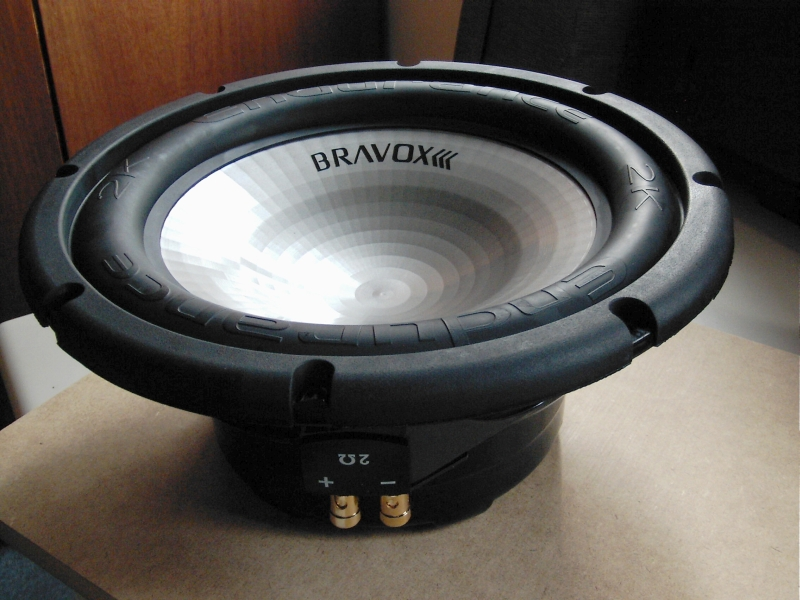
12″-Car-HiFi-Subwoofer
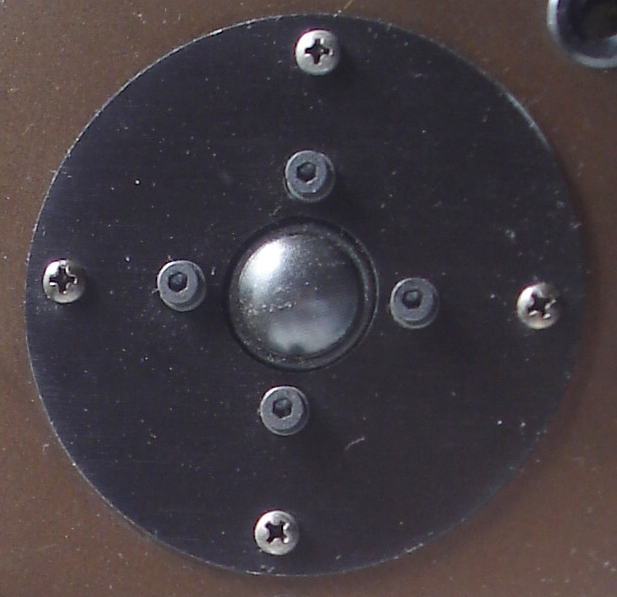
3/4″-Kalottenhochtöner mit 19-mm-Schwingspule
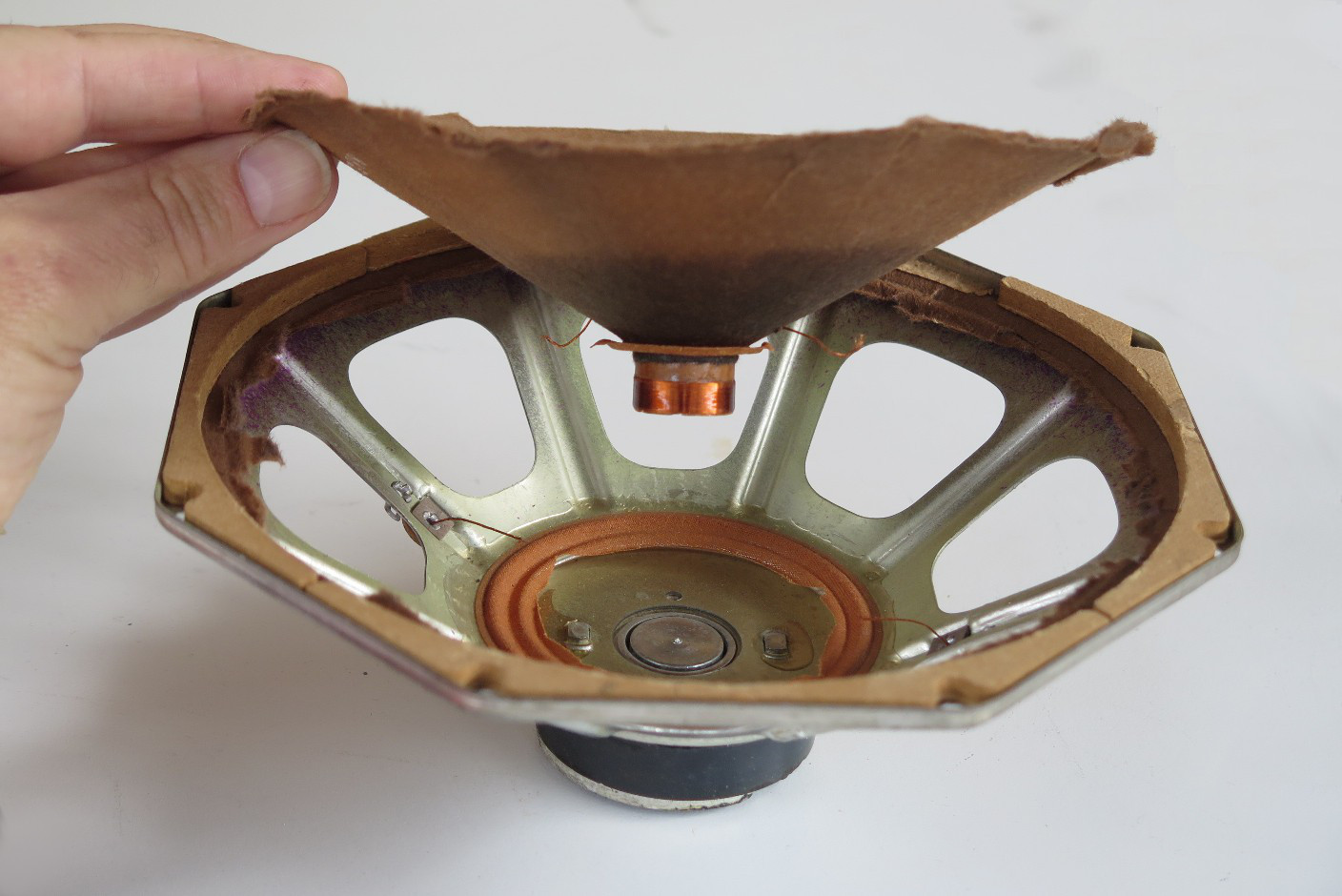
Lautsprecherkorb mit entfernter Membran

### Tauchspulenlautsprecher
Dieses Prinzip ist nach wie vor die am weitesten verbreitete Konstruktionsart. Die Bezeichnung rührt daher, dass dabei eine Spule im Feld eines umgebenden Magneten schwingt, also quasi in diesen „eintaucht“. Je nach Einsatzzweck können solche Lautsprecher aber vollkommen unterschiedlich aussehen. Im Home-HiFi-Bereich erstreckt sich die Bandbreite der Wandler von 12″-Tieftönern mit gut 30 Zentimetern Membrandurchmesser bis hin zu 3/4″-Hochtönern mit knapp 2 cm Membrandurchmesser.
Technisch gesehen zählen sie zu den dynamischen Lautsprechern, werden also elektrodynamisch angetrieben. Die Bewegung wird von einer mittig angebrachten Spule ausgelöst; sie ist auf einen zylindrischen Träger gewickelt, der wiederum an der Membran befestigt ist. Leitet man ein elektrisches Signal durch die Spule, wird durch die Lorentzkraft (Wechselwirkung mit dem Feld des umgebenden Magneten) eine Kraft auf die Membran ausgeübt, die diese zum Schwingen veranlasst. Spule und Membran bewegen sich im Magnetfeld senkrecht zum Feldverlauf hin und her. Eine Zentrierspinne und die Sicke sorgen für die Rückführung der Membran in ihre Ruhelage sowie für die Zentrierung der Schwingspule.
Membran, Schwingspule, Sicke und Zentrierspinne sind die beweglichen Teile, während Magnet und Lautsprecherkorb fest stehen. Der Korb hält den Magneten und über Spinne und Sicke die Membran und sein Außenrand dient zur Montage des Lautsprechers. Die Sicke wird in der Regel luftdicht ausgeführt und trägt dann auch zur Schallabstrahlung bei. Zentrierspinne und Korb sollen hingegen dem rückwärtigen Luftaustausch möglichst wenig Widerstand entgegensetzen.
Je tiefer der wiederzugebende Ton, desto größer ist das bewegte Luftvolumen. Tieftonlautsprecher verfügen daher meist über große Membranen und weite Auslenkung. Aus Stabilitätsgründen werden große Membranen konusförmig ausgeführt und mittig von der Schwingspule angetrieben. Hochtonlautsprecher müssen rascheren Impulsen folgen können. Kleine Membranen wirken auch der zunehmenden Schallbündelung bei höheren Frequenzen entgegen. Daher haben Hochtöner meist eine kalottenförmigen Membran, bei der die Schwingspule am Außenrand ansetzt.
Da die Membran grundsätzlich als akustischer Dipol arbeitet – den Schall also ebenso nach vorne wie nach hinten abstrahlt –, kann jedoch bei tiefen Frequenzen ein akustischer Kurzschluss entstehen. Um die wechselseitige Auslöschung der front- und rückseitig abgegebenen Schallanteile zu vermeiden, werden Breitband- und Tieftonlautsprecher daher meist in Gehäuse eingebaut.
Die möglichst unverfälschte Wiedergabe des Originalsignals drückt sich in einem möglichst geradlinigen Frequenzgang aus. Die Komponenten eines Lautsprechers bilden zusammen mit der bewegten Luftmasse ein komplexes Masse-Feder-System. Masse und Steifigkeit der Membran sind dafür ebenso ausschlaggebend wie die Nachgiebigkeit von Sicke und Spinne und die Eigenschaften von Spule und Magnet.
Seit Albert Thiele und Richard Small die nach ihnen benannten Thiele-Small-Parameter festlegten, ist es möglich, die Eigenschaften von Lautsprechern einschließlich des Gehäuses bereits in der Entwurfsphase vorherzusagen.

#### Spule und Statormagnet
Dynamische Lautsprecher (das sind zum einen Tauchspulen-Lautsprecher wie auch sogenannte Magnetostaten) nutzen die Lorentzkraft als Kraft zwischen einem Stator-Magneten und einem stromdurchflossenen Leiter (als gewickelte Spule oder als auf die Membran aufgebrachte Leiterbahnen ausgeführt) aus.
Die Lorentzkraft als Antriebskraft beträgt
{\displaystyle {\vec {F(I)}}=\int _{l}{\vec {B_{l}}}\times {\vec {I}}}
Damit {\displaystyle F\sim I} ist, muss sich immer die gleiche Spulenlänge im Magnetfeld befinden. Erreicht werden kann dies mittels folgender drei Anordnungen:

##### Lautsprecher mit Überhangspule
Die Spule ist länger als die Polplattenhöhe. Bis zu einer gewissen Grenzauslenkung wird nur ein (gewisser) Teil der Antriebsspule genutzt.
Anwendung bei fast allen Lautsprechern, die erhebliche Auslenkungen durchführen müssen.
Der Fluss des Statormagneten wird komplett genutzt, die der Spule nur teilweise, da sich Teile außerhalb deren Magnetfeld befinden.

##### Lautsprecher mit Unterhangspule
Die Spule ist kürzer als die Polplattenhöhe. Bis zu einer gewissen Grenzauslenkung befindet sich die Antriebsspule immer komplett zwischen den Polplatten.
Anwendung bei fast allen Lautsprechern, die nur geringe Auslenkungen durchführen müssen.
Der Fluss der Spule wird komplett genutzt, die des Statormagneten nur teilweise, da Teile nicht von einer Spule ausgefüllt sind.

##### Hybride Lösung
Bis zur halben Auslenkung der Schwingspulenhöhe befindet sich immer die halbe Schwingspule zwischen den beiden Polplatten.
Der Antrieb ist aufwändig, weist aber eine große Symmetrie auf, was ungeradzahlige Harmonische reduziert. So weisen Antriebskraft und Induktivität einen von Antriebsstrom und Auslenkung unabhängigeren Wert auf.
Der Antrieb kann durch zwei Zentrierspinnen (nicht eingezeichnet) gehalten werden.
Der Fluss des Statormagneten wie der Spule wird je zur Hälfte genutzt. Der Fluss des Statormagneten wird allerdings zweimal genutzt, muss allerdings auch zwei Luftspalte überwinden.

#### Membran
Die geometrischen Flächen heutiger dynamischer Lautsprechermembranen sind zur Vermeidung von Knickschwingungen in sämtlichen Richtungen gekrümmt (sog. nicht abwickelbare Flächen):

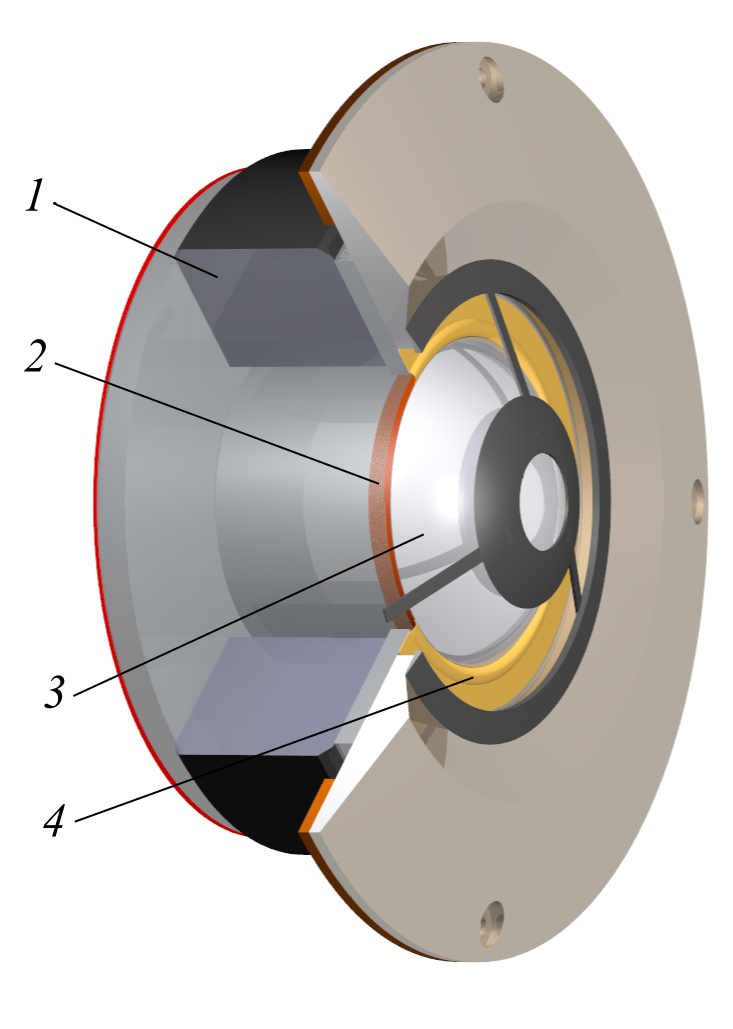
Schnittdarstellung eines Kalotten-Hochtöners

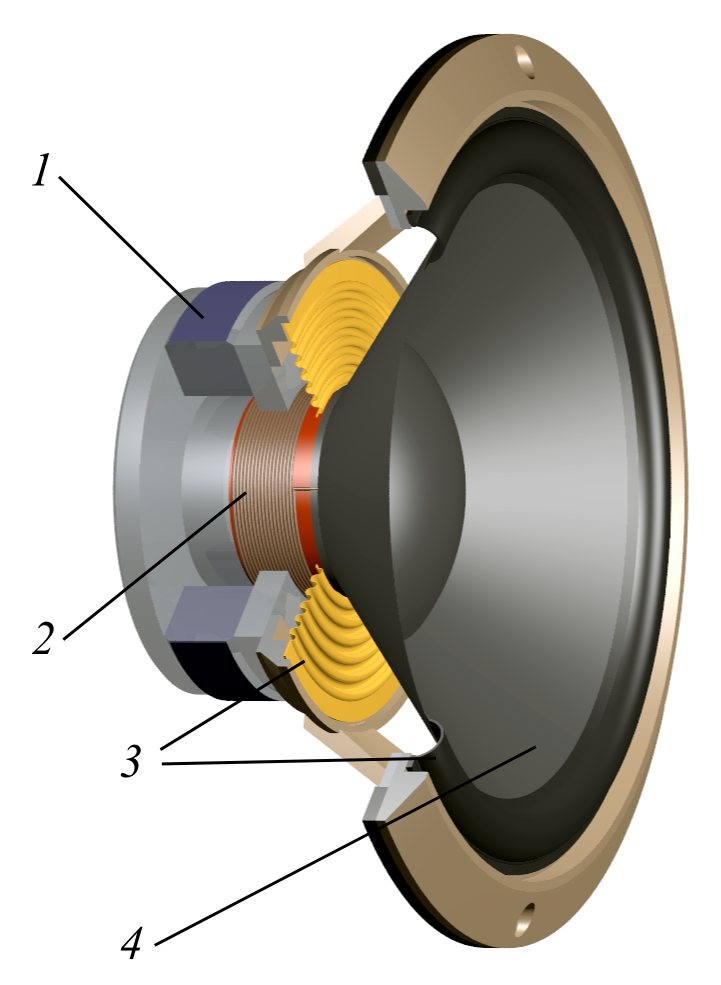
Schnittdarstellung eines Basslautsprechers

##### Kalottenlautsprecher
Membran und Antriebsspule haben (meist) den gleichen Durchmesser. Eingesetzt wird dieses Prinzip im Wesentlichen bei Hochtonlautsprechern, manchmal auch bei Mitteltonlautsprechern. Übliche Größen sind 19 mm bis 28 mm für Hochtonlautsprecher, 50 mm bis 76 mm für Mitteltonlautsprecher. Die Kalotte ist meist konvex (erhabener Dome), manchmal aber auch konkav (Inverskalotte). Arbeitsbereiche beginnen bei 19-mm-Hochtonlautsprechern bei etwa 3 kHz, bei 76-mm-Mitteltonlautsprechern bei 450 Hz (Werte sind Richtwerte).

##### Konuslautsprecher
Die Membran hat einen wesentlich größeren Durchmesser als die Antriebsspule und ist konkav. Eingesetzt wird dieses Prinzip im Wesentlichen bei Tief- und Mitteltonlautsprechern. Übliche Größen beginnen bei 10 cm und enden bei 45 cm. Tieftonlautsprecher und Subwoofer haben eher größere Durchmesser, Mitteltonlautsprecher, aber auch Tieftonlautsprecher für kleinere Boxen, sind eher kleiner.

##### Flachmembran
Eine weitere Möglichkeit sind Flachmembranen. Diese werden entweder vollflächig angetrieben (z. B. bei Flächenlautsprechern) oder man nutzt durch geschickte Konstruktion gedämpfte Biegeschwingungen zur Schallabstrahlung aus.

#### Mechanischer Aufbau
Beim klassischen Konuslautsprecher sitzt der Magnet am hinteren Ende des sogenannten Korbes oder Chassis, welches die Form einer Schale hat, die von mehreren großen Öffnungen durchbrochen wird, um den Schall ungehindert passieren zu lassen. An der vorderen Öffnung des Korbes ist der Rand der Membran durch eine umlaufende Sicke elastisch aufgehängt. Der Rand ist in der Regel zu einem Flansch verbreitert, an dem der Lautsprecher befestigt werden kann (etwa in einer Lautsprecherbox). Das schmale Ende der konusförmigen Membran trägt die Schwingspule und wird von einer Zentrierspinne geführt, damit die Spule sich berührungsfrei im engen Luftspalt des Magneten bewegt.
Die Steifigkeit des Chassis kann bei tiefen Frequenzen das klangliche Verhalten des Lautsprechers beeinflussen. Hochwertige Tieftöner werden aus massivem Druckguss gefertigt, um Resonanzen im ungünstigen Bereich zu vermeiden.
Zu breite Stege behindern, ebenso wie fehlende Öffnungen zwischen Zentrierung und Magnet, die Membranbewegung, weil die Luft dort nicht frei zirkulieren kann. Je undurchlässiger die Zentrierspinne ist, desto mehr bremst sie die Schwingungen.
Die Sicke beeinflusst nicht nur über ihre relative Nachgiebigkeit die Eigenschaften des Lautsprechers (siehe Thiele-Small-Parameter), sondern trägt teilweise selbst zur Schallabstrahlung bei. Im Falle von Ringradiatoren (einem Spezialfall der Kalottenhochtöner) etwa wird die Funktion der Membran konzentrische allein von den Sicken übernommen.

### Magnetostatischer Lautsprecher

Querschnitt durch einen Gegentakt-Magnetostat (schematisch): In der Darstellung verläuft das magnetische Statorfeld horizontal, die Membran wird senkrecht zur Schnittebene von Strom durchflossen, die Lorentzkraft wirkt vertikal und lässt die Membran vertikal zwischen den akustischen Durchbrüchen schwingen. Sehr niederohmig, da Antrieb nur eine lange durchgehende dünne Folie.

Magnetostatische Lautsprecher sind entgegen ihrem Namen elektrodynamische Lautsprecher. Sie funktionieren nach dem gleichen Grundprinzip der Tauchspulen-Lautsprecher. Sie sind nicht mit elektrostatischen Lautsprechern zu verwechseln, die ein anderes Antriebsprinzip nutzen und auch ganz anders angesteuert werden (müssen).
Hier wird die Schwingspule nicht auf einem separaten Träger montiert, sondern direkt auf die Membran aufgebracht (Folien-Magnetostaten) oder gleich ganz weggelassen: Beim klassischen „Bändchen“ wirkt das elektrische Signal auf die Membran selbst. Der großflächige Antrieb und das eingesparte Gewicht – die Membran braucht keinerlei Steifigkeit und kann daher hauchdünn ausfallen – sorgen für beste Impulstreue und Detailauflösung.
Allerdings muss sich der Schall seinen Weg zwischen den umgebenden Magneten (hier: Magnetstäben) bahnen. Deren Feldstärke limitiert wiederum die Auslenkung der Membran, und mit zunehmender Fläche – wenn sie auch tiefere Frequenzen wiedergeben soll – stellen sich, wie bei allen Membranen, Bündelungseffekte ein.
Magnetostatische Lautsprecher werden heute hauptsächlich im Hoch- und Mitteltonbereich eingesetzt.

#### Bändchen
Als Membranmaterial findet hier meist Aluminium Anwendung (etwa 10 µm, also etwa Alufolie). Die Folie wird vertikal vom Signal durchflossen und befindet sich im Statorfeld von Permanentmagneten, deren Feldlinien horizontal verlaufen; die resultierende Lorentzkraft bewegt die Membran vor und zurück und führt zur Schallabstrahlung – ähnlich wie bei allen dynamischen Wandlern.
Als technische Hürden erweisen sich dabei jedoch einerseits die extreme Empfindlichkeit des Materials (irreversible Überdehnung bei zu hoher Lautstärke) und andererseits die geringe Impedanz: Der minimale Innenwiderstand der Folie würde jeden normalen Verstärker durchbrennen oder abschalten lassen, weshalb diese Lautsprecher mit einem zusätzlichen Übertrager ausgestattet werden müssen.
Bändchen kommen praktisch nur als Hochtöner zum Einsatz. Bändchenhochtonlautsprecher werden heute insbesondere in HiFi-Anlagen des High-End-Segmentes eingesetzt, meist als handgefertigte Hoch- und Mittelton Koaxial-Lautsprecher. Sie kosten einen vier- bis niedrigen sechsstelligen Betrag.

#### Folien-Magnetostat
Als Membran fungiert hier eine Kunststofffolie, auf die eine Leiterbahn (meist aus Aluminium) aufgebracht wird, welche ihrerseits die Schwingspule darstellt.
Ein Vorteil gegenüber dem klassischen Bändchen besteht darin, dass sich die Impedanz in verstärkerfreundlichen Regionen bewegt (4–8 Ohm), weshalb solche Lautsprecher ohne Übertrager direkt angeschlossen werden können. Als Membranmaterial stehen diverse zähe – also belastbare – Kunststoffe zur Auswahl. Folienmagnetostaten kann man daher deutlich größer bauen, wodurch sich ihr Einsatzbereich Richtung tieferer Frequenzen erweitert.
Es gibt Magnetostaten mit zusätzlichen Tauchspulenwandler für die Tieftonreproduktion.

#### Jet-Hochtöner
Der von Oskar Heil entwickelte, als Air Motion Transformer bezeichnete Hochton-Lautsprecher besteht aus einem zickzackförmig gefalteten Membranstreifen. Maßgeblich sind nicht die Vor- und Zurück-Bewegung des Streifens, sondern die parallelen Kontraktionen der Schlaufen. Die Luft wird dadurch abwechselnd angesaugt und hinausgepresst. Statt einem durchgehend leitfähigen Folienstreifen kann auch eine nichtleitenden Folie Verwendung finden, auf der die Antriebsspule mäanderförmig aufgebracht ist.
Auf diese Art kann mit vergleichsweise geringer Membranbewegung ein Vielfaches an Schalldruck erzeugt und eine Kennimpedanz von 4 bis 8 Ohm erreicht werden, was einen bei anderen Magnetostaten oft erforderlichen Anpass-Transformator überflüssig macht. Andererseits müssen die Magnetpole breiter als bei anderen Magnetostaten sein, weil die gefaltete Membran mehr Platz braucht. Dadurch werden solche Lautsprecher auch schwerer. Air-Motion-Transformer sind nur als Hochtöner zu gebrauchen.

### Elektrostat

Elektrostat (Prinzipschaltung)

Elektrostaten nutzen die Coulomb-Kraft statt der Lorentzkraft als Antrieb. Es wird eine hohe Ansteuerspannung statt eines großen Ansteuerstroms benötigt. Weiterhin muss diese an sich hochnichtlineare Kraft (k2 = 100 %)
durch Nutzung einer Vorspannung und des Gegentaktprinzips linearisiert werden. Konstruktiv wird diese Form des Antriebs so gut wie immer mit Flächenlautsprechern kombiniert. Die Spannung wird nicht einer Elektrode zugeführt, sondern liegt immer zwischen Elektroden an. Verschiedene Formen der Ansteuerung sind möglich.
Hier wird das Prinzip des Magnetostaten quasi umgekehrt. Das Signal liegt nicht an der Membran, sondern den umgebenden Elementen an: zwei Elektrodengittern (auch Statoren genannt), die im Gegentakt arbeiten.
Elektrostaten (kurz: „ESL“) nutzen die elektrostatische Anziehungskraft. Die straff montierte Membranfolie wird unter eine hohe konstante Spannung gesetzt (zwischen 1.000 und 5.000 Volt).
Was Probleme bezüglich der Auslenkung oder der Schallbündelung bei höheren Frequenzen betrifft, gleichen Elektrostaten ihren magnetostatischen Pendants hier ebenso wie in deren klanglichen Vorzügen. Allerdings muss ein deutlich höherer technischer Aufwand betrieben werden – und ohne separate Stromversorgung aus der Steckdose funktionieren sie nicht.
Diese Bauart wurde zu einer Zeit entwickelt, als man noch keine ausreichend starken Permanentmagneten herstellen konnte, wie sie für großflächige Magnetostaten notwendig sind. Lautsprecher wie der legendäre Quad-Elektrostat (1957) waren die ersten Wandler mit Folienmembran, die annähernd das gesamte menschliche Hörspektrum abdeckten.

### Piezo-Lautsprecher

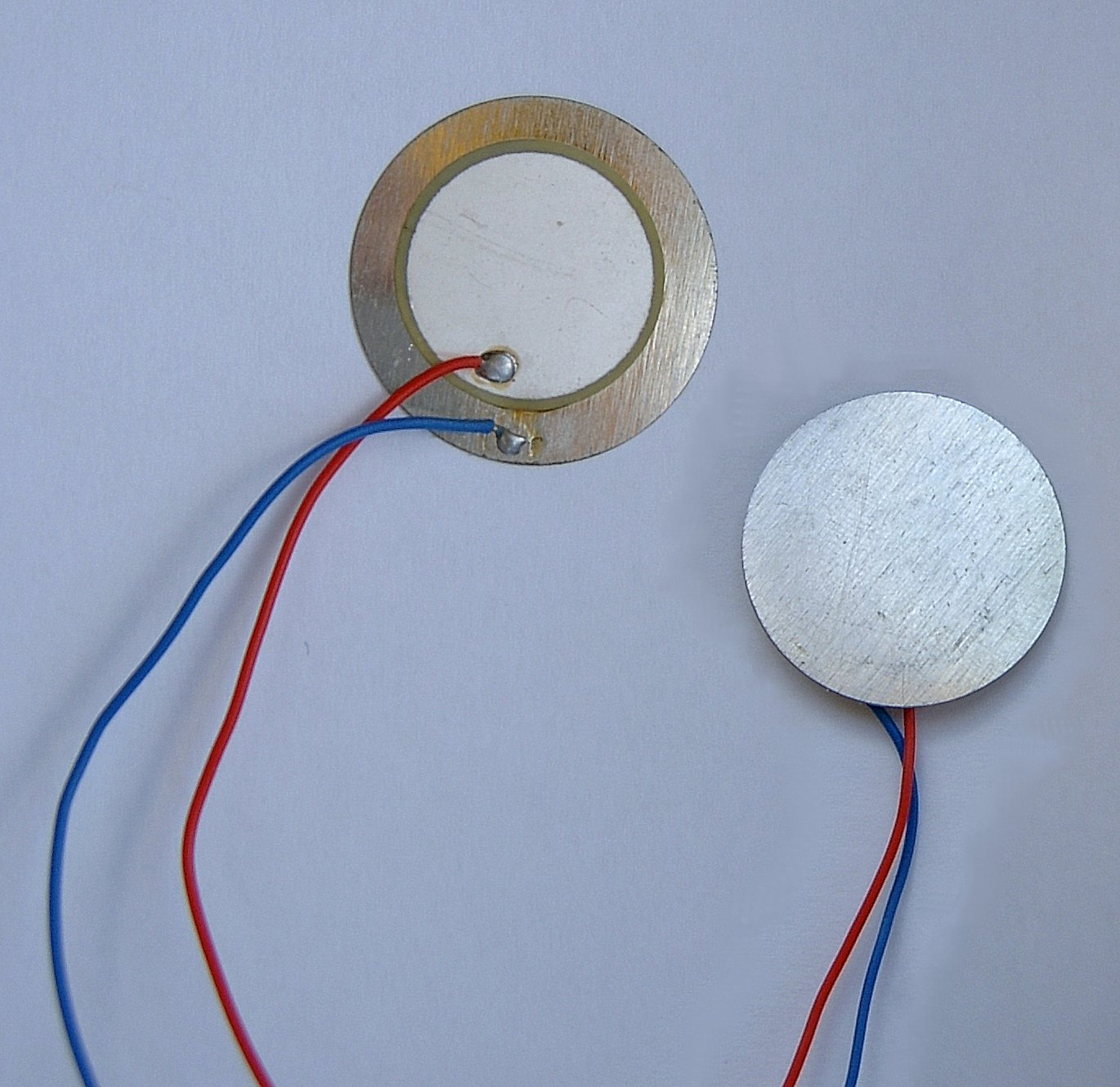
Piezoelemente mit angelöteten Signalkabeln

Piezo-Lautsprecher nutzen den piezoelektrischen Effekt. Ein Piezokristall ändert seine Dicke proportional zur angelegten Spannung. Sogenannte Piezoelemente arbeiten somit bereits als direkt schallabstrahlende Wandler.
Wegen der schwachen Wiedergabe bei tiefen Frequenzen finden sie sich als alleinige Schallgeber jedoch nur in Kleingeräten als Summer oder zur Sprachwiedergabe. Wo mehr Pegel gefordert ist, wird das Element mit einer Konusmembran versehen, die ihrerseits in ein Horn strahlt.
Im HiFi-Bereich werden Piezolautsprecher weniger eingesetzt. Ausgeprägte Eigenresonanzen der Wandler (meist im Bereich von 1–5 kHz) ermöglichen nur eine verzerrte Wiedergabe.
Anwendungen sind auch die Ultraschall-Erzeugung, zum Beispiel zur Marderabwehr, in Abstandswarnern, Entfernungsmessgeräten, früheren Fernbedienungen oder medizinischen Ultraschallsonden.

### Elektromagnetischer Lautsprecher

Funktionsweise, schematisch

Das Konstruktionsprinzip stammt aus der Frühzeit der Audiotechnik. Es wird entweder eine Eisenmembran bewegt, die den Schall direkt abstrahlt (siehe Bild), oder ein von einer Spule umschlossener Eisenstab schwingt vor dem Luftspalt eines Dauermagneten und ist mit einer Papiermembran verbunden.
Typisch war die Eisenmembran-Variante in frühen Kopfhörern und Telefonhörern. Die Papierkegel-Membran-Variante war in Radios gebräuchlich.
Wegen ungenügender Wiedergabequalität (eingeschränkter Frequenzbereich, buckliger Frequenzgang („blecherner“ Klang), prinzipiell hoher Klirrfaktor) werden elektromagnetische Lautsprecher seit den 1930er-Jahren kaum mehr verwendet. Man fand sie in den 1980er-Jahren noch in Kinderspielzeug.

### Plasmalautsprecher

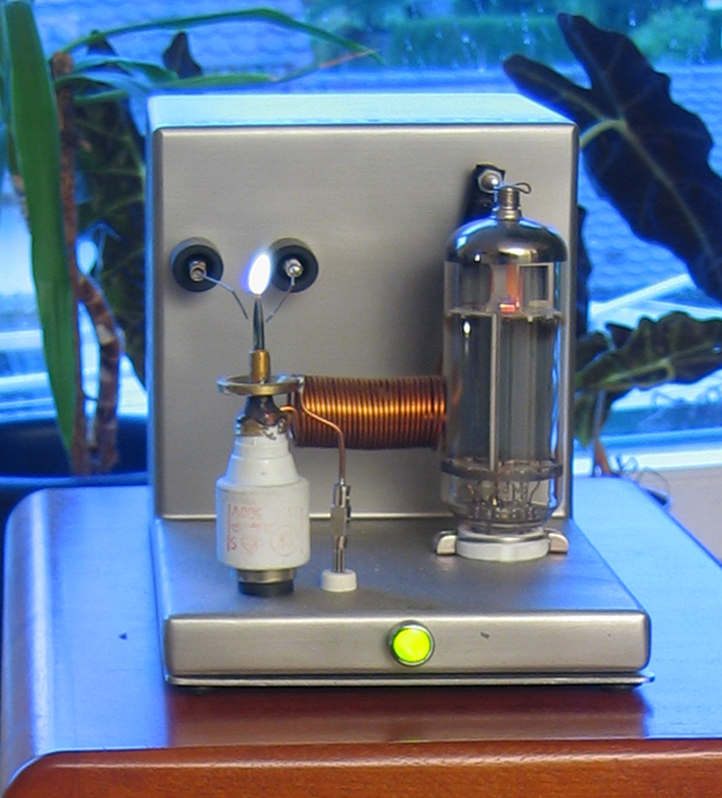
Plasmahochtöner (offen)

Plasmalautsprecher wandeln elektrische Signale ohne Umweg über bewegte Schwingspulen oder Membranen in Schallwellen um, indem ein Plasma oszilliert. Sie erzeugen zwischen zwei Elektroden ein Luftplasma, dessen Größe und Temperatur im Signaltakt amplitudenmoduliert schwingt, und nutzen so die Eigenschaft der Luft, sich bei Erwärmung auszudehnen und bei Abkühlung wieder zusammenzuziehen.
Plasmalautsprecher arbeiten nahezu verzögerungsfrei und liefern einen Frequenzgang bis weit über den Hörbereich hinaus.
Einschränkungen der kugelförmigen Abstrahlung entstehen durch Bauteile, die das Plasma erzeugen und „im Weg“ stehen.
Die Bildung von Ozon ist ein nachteiliger Nebeneffekt. Plasmalautsprecher spielen weiterhin auch kaum eine Rolle wegen der schlechten elektromagnetischen Verträglichkeit, denn die Entladung wird mit Hochfrequenz angeregt.
Plasmalautsprecher sind nur als Hochtöner verwendbar.

## Sonderformen

### Horntreiber

Funktionsprinzip;
„A“ = Treiber, „B“ = Hornvorsatz

Hornlautsprecher können auf einem beliebigen Wandlerprinzip beruhen. Hornlautsprecher strahlen Schall nicht direkt, sondern über ein vorgeschaltetes Horn ab. Dies erhöht den Wirkungsgrad, indem es die akustische Impedanz der Membran besser an die Freiluftimpedanz der Luft anpasst.
Horntreiber können zusätzlich mit einer Druckkammer kombiniert werden, diese stellt eine Verengung der Schallführung vor dem eigentlichen Horn dar. Druckkammern steigern den Wirkungsgrad weiter, erhöhen allerdings den Klirrfaktor. Die animierte Grafik stellt einen Horntreiber mit einer zusätzlichen Druckkammer dar.
Horntreiber unterscheiden sich insofern von anderen dynamischen Lautsprechern, als sie für den Betrieb mit einem frontseitig anzubringenden Horn optimiert werden. Sie haben daher unter anderem keinen Montagering zur Fixierung in einer Schallwand, sondern einen (genormten) Anschlussflansch. Ihr Korb besteht aus einer weitgehend geschlossenen Hülle, die sich vor der Membran verjüngt.
Der obligate Hornvorsatz sorgt für eine deutliche Erhöhung des Wirkungsgrades, beeinflusst jedoch auch den Frequenzgang sowie das Abstrahlverhalten.
Im PA-Bereich werden Schallführungen und Hornvorsätze zum Erhöhen des Wirkungsgrades häufig eingesetzt. In der HiFi-Praxis werden Horntreiber nur für die Schallreproduktion vom Mitteltonbereich aufwärts angeboten.

### Biegewellenwandler

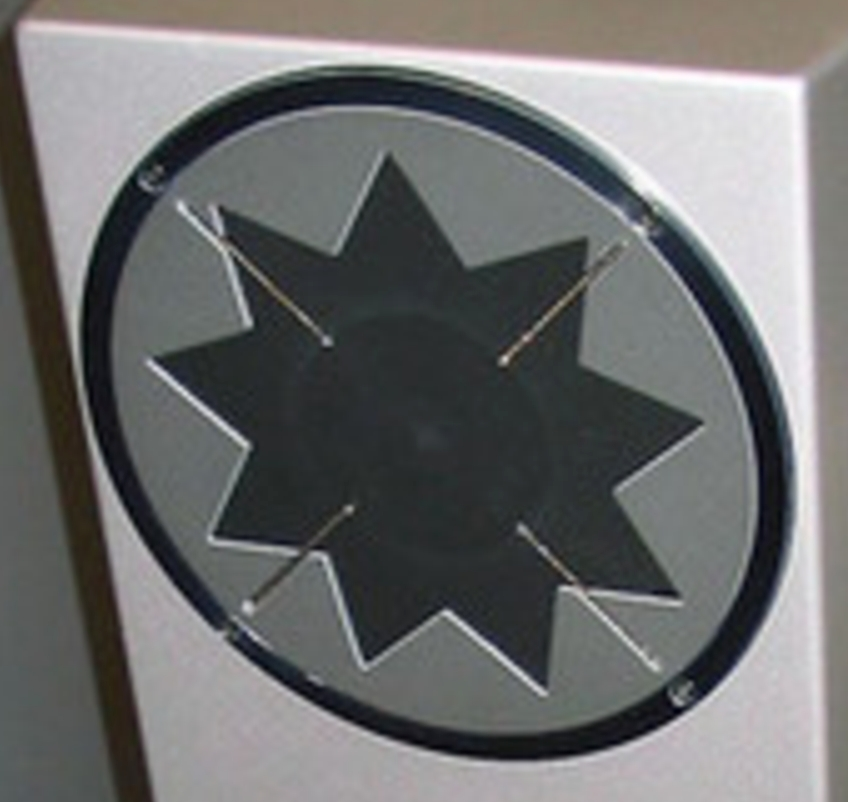
„Manger Schallwandler“ in einem Lautsprecher

Während die Membran bei Konuslautsprechern möglichst steif sein soll, um eine kolbenförmige Bewegung zu gewährleisten, nutzen Biegewellenwandler gerade die Verformbarkeit: Die Wellen breiten sich auf der Membran, konzentrisch vom Ansatz der Schwingspule ausgehend, wie auf einer Wasseroberfläche aus.
Dafür muss zum Beispiel die Sicke – genauer gesagt: die Aufhängung der Membran am Außenrand – anders gebaut werden; der Rand schließt mit einem Wellenwiderstand ab, damit Reflexionen vermieden werden. Die Unterdrückung unerwünschter Partialschwingungen ist neben der geringen Schallausbeute eines der größten Probleme solcher Lautsprecher. Andererseits glänzen sie mit homogener Wiedergabe und breitem Abstrahlverhalten.
Neben den bekannten Flachmembranen, die Josef Wilhelm Manger entwickelte („Manger Schallwandler“), arbeiten heute auch andere Lautsprecherkonstruktionen nach diesem Prinzip (siehe unten, Abschnitt „Rundumstrahler“).
Von Grenzfällen wie Soundboards (Flächenlautsprecher) abgesehen (hier werden Teile einer Zimmerwand durch Exciter – siehe unten, Abschnitt „Sonstige Varianten“ – zum Schwingen gebracht), sind solche Biegewellenlautsprecher aufgrund der aufwendigen Konstruktion vergleichsweise teuer und werden daher hauptsächlich im hochpreisigen HiFi-Segment angeboten.
Biegewellenwandler finden mittlerweile in vielen Hifi-Lautsprechern als Flachmembranen Verwendung. Typische Bezeichnung ist dann BMR bzw. Balanced Mode Radiator.

### Radialstrahler

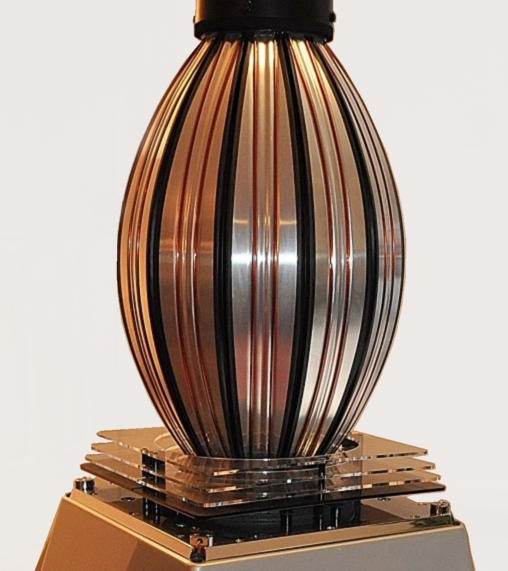
Lamellen-Radialstrahler

Um der Schallbündelung entgegenzuwirken, strahlen solche Konstruktionen zumindest horizontal (möglichst) omnidirektional ab. In den meisten Fällen wird das jedoch über Gehäuseelemente realisiert, zum Beispiel mit Hilfe von Dispersionskegeln, die man vor konventionelle Wandler montiert. Von sich aus omnidirektionale Lautsprecher sind sehr selten.
Bislang kommen nur Plasmalautsprecher (siehe oben) dem theoretischen Ideal einer kugelförmigen Abstrahlung nahe. Eine immerhin kreisförmige Abstrahlung bieten andere spezielle Lautsprecher, etwa von German Physiks oder MBL. Erstere nutzen die „Rückseite“ einer langgestreckten Konusmembran, die nach dem Biegewellenprinzip arbeitet; bei Letzteren wird ein Lamellenring im Takt des Signals gestaucht.
Ihr Vorteil bei der HiFi-Wiedergabe liegt im gleichmäßigen Abstrahlverhalten, das den Hörer nicht auf einen Punkt im Stereodreieck festlegt. Andererseits werden raumakustische Effekte verstärkt, was die Abbildungspräzision beeinträchtigt: Die von den Zimmerwänden reflektierten, laufzeitdifferenten Schallanteile überlagern sich mit den bereits in der Aufzeichnung enthaltenen Rauminformationen.
Rundumstrahlende Lautsprecher werden nur zur Wiedergabe des Mittel- und Hochtonbereiches eingesetzt, da in der Praxis auch konventionelle Wandler niedrigere Frequenzen bereits annähernd kugelförmig abstrahlen.

### Sonstige Varianten
Subwoofer stellen für Bass und Tiefbass spezialisierte Lautsprecherboxen dar, die zusammen mit Satellitenboxen erst das vollständige Spektrum wiedergeben.
Exciter stellen als membranlose Schwingungsanreger eine Sonderform des Lautsprechers dar. Sie werden wie normale HiFi-Wandler von entsprechenden Verstärkern angetrieben, benötigen jedoch ein festes Medium als „Membran“ – das heißt, sie müssen erst an einem Objekt fixiert werden, das sie in Schwingung versetzen. In der Praxis können sie zum Beispiel hinter Wandpaneelen montiert werden, wodurch Teile der Zimmerwand dann als „unsichtbare Lautsprecher“ agieren. Solche Kombinationen arbeiten im Prinzip als Biegewellenwandler. Andere Typen werden – zur Ergänzung des Klangbildes, statt eines Subwoofers – an Sitzmöbel geschraubt, wo sie Körperschall erzeugen und so durch tieffrequente Vibrationen das subjektive Bass-Empfinden des Zuhörers verstärken.
Ultraschallwandler werden unter anderem zur Tierabwehr eingesetzt (siehe weiter oben, Abschnitt „Piezolautsprecher“) oder zu Messzwecken (nach dem Laufzeitprinzip, siehe Echolot und Sonar), ferner zur Reinigung, Materialbearbeitung und in der Medizin (siehe Sonografie).
Unter Ausnutzung des nichtlinearen Verhaltens der Luft kann modulierter Ultraschall auch zur Wiedergabe von Hörschall dienen (Parametrischer Ultraschalllautsprecher). Der hörbare Schall entsteht im Ultraschallstrahl hoher Intensität durch Demodulation wegen der Absorption aufgrund der Druckschwankungen und hat eine ähnliche Richtwirkung wie das Ultraschallbündel. Das Verfahren wird in Museen und Kunsthallen für Informationen zu einzelnen Exponaten sowie in der Werbung und der Kunst eingesetzt. Angestrebte Anwendungen sind die individuelle Ansprache von Konferenzteilnehmern und die Beschallung einzelner PKW- und ÖPNV-Insassen.
Sogenannte Parabollautsprecher hingegen sind keine eigenständigen Wandler, sondern nutzen nur die Bündelung durch mechanische Reflektoren. Beispiele dafür sind „Soundduschen“ (im Ausstellungsbereich für lokal begrenzte Audio-Information eingesetzt) oder – im militärischen Kontext – Schallkanonen.
Die Bezeichnung Flachlautsprecher wiederum wird in so vielen unterschiedlichen Zusammenhängen gebraucht, dass sie praktisch nichts aussagt. Es können damit ebenso dynamische Wandler mit gerader statt konusförmiger Membran gemeint sein wie per Exciter betriebene Wandelemente (siehe oben) oder Lautsprecher, die statt in Boxen direkt in eine Zimmerwand montiert werden (wodurch ihre Wiedergabecharakteristik annähernd dem Einbau in eine unendliche Schallwand entspricht).

## Grenzen der Schallreproduktion
Rein akustisch bedingte Wiedergabefehler sind entgegen landläufiger Meinung sehr wohl messbar, und deren Auswirkungen auf das Hörerlebnis sind, soweit es nicht die Aufnahme des Schallereignisses durch das menschliche Ohr betrifft, abschätzbar.
Eine Grundvoraussetzung für gute Audiowiedergabe ist, dass die Lautsprechersysteme elektrisch korrekt an einen geeigneten Audioverstärker mit möglichst geringer Ausgangsimpedanz angeschlossen sind. Die Quelle, etwa der CD-Spieler oder Schallplattenspieler, der Audioverstärker und der Lautsprecher sowie dessen akustische Anpassung an das Boxengehäuse und an die freie Schallausbreitung haben unterschiedliche Einflüsse auf die Wiedergabequalität. Diese Thematik wird kontrovers diskutiert.
Zu einem Hörerlebnis gehören neben der Aufnahme durch das Ohr auch sensorische Wahrnehmungen der Erschütterungen des Körpers über den Boden oder den tieffrequenten Schall. Sie können nur mit Vollkörpersimulationen erfasst werden. Zudem fließen in großem Maße individuelle Hörgewohnheiten, Vorlieben, die aktuelle Befindlichkeit des Hörers und schließlich dessen Gehörzustand in die Beurteilung des Hörerlebnisses mit ein.
Lautsprecherboxen interagieren zudem vielfältig mit dem Abhörraum, daher spielt die Raumakustik in Kombination mit dem Lautsprechersystem eine wesentliche Rolle für das Abhörergebnis.

### Lineare Wiedergabefehler
Lineare Wiedergabefehler sind pegelunabhängige Fehler. Sie treten bei allen Schallpegeln auf. Weiterhin entstehen keine im Original nicht vorhandenen Frequenzen. Dieser letzte Punkt ist entscheidend für die Unterscheidung von linearen und nichtlinearen Fehlern. Mathematisch lässt sich durch Additionstheoreme zeigen, dass nur im Falle nichtlinearer Fehler neue Frequenzen im Spektrum entstehen.

#### Frequenzgang
Lineare Verzerrungen sind etwa Nichtlinearitäten im Amplitudenfrequenzgang, d. h., unterschiedliche Frequenzen werden trotz identischen Eingangssignalpegels vom Lautsprecher unterschiedlich laut wiedergegeben. Je nach Art und Ausprägung dieser Nichtlinearitäten führen diese bei der Wiedergabe zu Klangverfärbungen (zu laute Bässe, zu wenig Mitten usw.). Im Idealfall sollte ein Lautsprecher alle Frequenzen im Hörbereich (20–20000 Hz) gleich laut wiedergeben. In der Praxis sind Abweichungen bis ± 0,5 dB für das menschliche Ohr nicht unterscheidbar, Abweichungen bis etwa ± 2 dB, sofern sie nur schmalbandig sind, gelten hörtechnisch als nicht störend. Je breitbandiger diese Verfärbungen sind, desto eher sind sie hörbar und störend. Anhebungen einzelner Frequenzbänder sind besser hörbar und störender als Absenkungen.
Linearer Frequenzgang wird mit Mehrwege-Lautsprecherboxen oder entsprechend breitbandigen Wandlern erreicht. Hörraum und Boxengeometrie sowie die Lautsprecherdämpfung durch den Verstärker und die Dämmung der Box haben neben dem Lautsprecher großen Einfluss auf den Frequenzgang. Abweichungen der Frequenzgänge (Paarabweichungen) der beteiligten Lautsprecher untereinander führen zu Lokalisationsunschärfen und zu Klangänderungen von bewegten Quellen. Letzteres ist besonders bei Videowiedergabe störend. Das ergibt vor allem bei sogenannten Center-Lautsprechern Probleme, weil diese meist anders konstruiert und aufgestellt sind als die zugehörigen Frontlautsprecher.
Die Empfindlichkeit ist unterschiedlich:
- Fehler vorn sind deutlicher zu hören als hinten.
- Am empfindlichsten ist das menschliche Ohr gegenüber Links-Rechts-Abweichungen. Vorn-Hinten- oder Oben-Unten-Fehler sind für das menschliche Ohr weniger deutlich wahrnehmbar.

Abweichungen im Bereich 250 Hz bis 2 kHz sind ab 0,5 dB feststellbar, maximale Unterschiede von 0,25 dB sind daher anzustreben, jedoch kaum zu erreichen.
Neben den Verfärbungen auf der idealen Abstrahlachse des Lautsprechers (Hörachse) ist für den Höreindruck jedoch auch entscheidend, wie der Schall abseits dieser Achse abgegeben wird, weil sich nicht immer alle Hörer in der Hörachse befinden können. Idealerweise sollte ein Lautsprecher in jede Raumrichtung alle Frequenzen identisch laut wiedergeben, wobei nur der Gesamtpegel abweichen darf (gleichmäßige Schallbündelung). In der Praxis ist diese Bündelung aber insbesondere im Mittel- und Hochtonbereich oft stark abhängig von der Frequenz, was im Heimbereich durch Verstetigung des Abstrahlverhaltens („Constant Directivity“) vermieden werden sollte. Hier sind Kalottenhochtöner vorteilhaft, denn diese besitzen bei hohen Frequenzen eine wesentlich bessere Rundum-Abstrahlung als Membran- oder Trichter- bzw. Hornlautsprecher.
Im Außenbereich ist man dagegen oft daran interessiert, hohe Frequenzen gerichtet in einem schmalen Raumwinkel abzustrahlen, um deren größere Luftdämpfung bei größeren Entfernungen auszugleichen. Während nahestehende Hörer dann außerhalb des Hauptabstrahlkegels der Hochtonlautsprecher (z. B. Hornlautsprecher) sind, werden entfernt stehende Hörer vom Hauptkegel erreicht und nehmen hohe Frequenzen ausreichend laut wahr. Eine Alternative sind im hinteren Zuhörerraum aufgestellte, gerichtet auf die hinteren Zuhörer abstrahlende zusätzliche Hochton-Lautsprecher. Diese müssen jedoch zeitverzögert angesteuert werden.
Reflexionen bringen im Hallraum sehr große Pegelschwankungen mit sich, die durchaus im Bereich +10 dB bis −40 dB liegen können. Besonders bei höheren Frequenzen ergeben sich durch die Überlagerung von Direktschall und mehrfachen Reflexionen äußerst komplizierte räumliche Schallfelder. Bei Wiedergabe eines Sinustons können diese Pegelunterschiede beim Umhergehen deutlich wahrgenommen werden.

#### Phasengang
Ein Problem sind Interferenzen zwischen den verschiedenen Schallwegen von Mehrweg-Lautsprecherboxen im Bereich der Trennfrequenzen oder mehreren Boxen, die gleiche Frequenzen wiedergeben. Dadurch kommt es zu ortsabhängigen Verstärkungen und Auslöschungen von Frequenzen durch konstruktive und destruktive Interferenz, was letztendlich zu ortsabhängigen Frequenzgangfehlern führt. Man sollte dabei aber beachten, dass es im Hallraum stets zu solchen Erscheinungen kommt, auch wenn nur ein Lautsprecher betrieben wird.
Das menschliche Gehör ist für Phasendrehungen, wie beispielsweise durch ein Allpassfilter hervorgerufen, relativ unempfindlich. Es gibt jedoch Fälle, bei denen Phasenunterschiede wahrnehmbar sind, beispielsweise in Situationen, bei denen zwei Töne in die kritische Bandbreite fallen. In diesem Fall können die Sinneszellen des Innenohrs mit ihrer Einweggleichrichterwirkung Unterschiede feststellen. Weit bedeutender als die Phasendrehungen sind jedoch die daraus resultierenden unterschiedlichen Gruppenlaufzeiten. In extremen Fällen werden dadurch Impulse in einzelne Wellikel zerlegt, aus einem Konsonanten wie „t“ wird dann so etwas wie „huii“. Das zeitliche Auflösungsvermögen des Gehörs bezüglich des Eintreffens unterschiedlicher Reize bei verschiedenen Frequenzgruppen ist jedoch sehr beschränkt. Gruppenlaufzeitunterschiede bis zu einigen ms sind daher nicht wahrnehmbar. Das bedeutet, dass mehrere Lautsprecher in einer Box eher weniger, der Abhörraum oder mehrere unterschiedlich entfernt stehende Boxen dagegen entscheidend zu den Verfälschungen beitragen.

#### Impulstreue
Als Impulstreue wird das Vermögen eines Lautsprechers bezeichnet, bei einem impulsförmigen Signal dessen Zeitverlauf mit möglichst wenigen Ein- und Ausschwingvorgängen zu folgen. Dabei handelt es sich im Wesentlichen um tiefe und mittlere Frequenzen, die entstehen, wenn resonante Komponenten (Partialschwingungen auf der Membran, hart aufgehängte Membran insgesamt, Hohlraumresonanzen in der Lautsprecherbox und im Hörraum) zu Schwingungen angeregt werden.

Soll eine Lautsprechermembran einen Impuls erzeugen, schwingen nicht alle Flächenelemente gleichzeitig

Plötzliche Einschwingvorgänge lösen Bewegungen der Lautsprechermembran aus, die wellenförmig nach außen laufen. Dadurch wird noch Schall abgestrahlt, obwohl der Impuls längst zu Ende ist. Im Regelfall ist der Rand nicht mit der korrekten Wellenimpedanz abgeschlossen, daher wird die Welle reflektiert und verlängert den Impuls weiter.
Die Impulstreue wird neben der Lautsprecherqualität (möglichst weiche Aufhängung einer möglichst steifen Membran, großer Koppelfaktor beziehungsweise Wirkungsgrad) und dessen Montage (Boxengeometrie und gute Dämpfung) wesentlich auch durch die möglichst niederohmige Speisung der Schwingspule bestimmt. Ist der Innenwiderstand des Verstärkerausganges und der Widerstand der Lautsprecher-Anschlussleitungen (und einer eventuellen Frequenzweiche) insgesamt zu hoch, führt der Lautsprecher umso ungedämpfter weitere Schwingungen mit seiner Eigenresonanz aus, die nicht Inhalt des Musiksignals sind. Das Ohr ist jedoch in der Lage, auch wenige einzelne Schwingungen einer gedämpften Schwingung bereits als kurzen Ton zu interpretieren und dessen Tonhöhe zu bestimmen.
Insbesondere Bassreflexboxen liefern schlechte Impulsantworten im Bereich ihrer unteren Grenzfrequenz, da sie auf der Grundlage von Resonanz des Feder-Masse-Systems Luftvolumen in der Box bzw. Luftmasse im Bassreflexrohr funktionieren.
In der realistischen Situation eines normalen Wohnzimmers oder gar eines Raumes mit noch mehr Hall (z. B. leerer Konzertsaal) können die Effekte durch Reflexionen bzw. Hohlraumresonanzen jedoch oft größere und andere Effekte auf die Impulstreue zur Folge haben, als sie durch die Konstruktion des Lautsprechers beziehungsweise der Box verursacht werden. Hier kommen auch Laufzeitunterschiede hinzu, die durch Reflexionen auf verschiedenen Wegen oder mehrere, weit entfernt aufgestellte Lautsprecher verursacht werden und auch die Impulsantwort bei hohen Frequenzen verfälschen und bis zur Unverständlichkeit von Sprache führen können. Effekte durch Mehrfachreflexionen sind nicht Gegenstand dieses Artikels. Hingegen können Laufzeiteffekte, die aus der Wiedergabe mit mehreren, unterschiedlich weit vom Hörer aufgestellten Lautsprechern herrühren, vermieden werden, wenn die Lautsprecher alle in eine Richtung abstrahlen und man sie zeitverzögert entsprechend ihrer Entfernung von der Bühne ansteuert.

### Nichtlineare Wiedergabefehler
Nichtlineare Wiedergabefehler sind im Wesentlichen pegelabhängige Fehler. Hauptursache ist die Nichtlinearität des elektrodynamischen Antriebes aus Spule und Magnetsystem. Bei hohen Schallpegeln ist zudem die Schallausbreitung in der Luft nichtlinear, was sich typischerweise bei den Hornlautsprechern für Großbeschallung bemerkbar macht.
Die nichtlinearen Verzerrungen werden üblicherweise als Frequenzspektrum angegeben. Die Nichtlinearität erzeugt zusätzliche Frequenzen – je nach Art und Stärke der Störung unterschiedliche mit verschiedenen Pegeln.

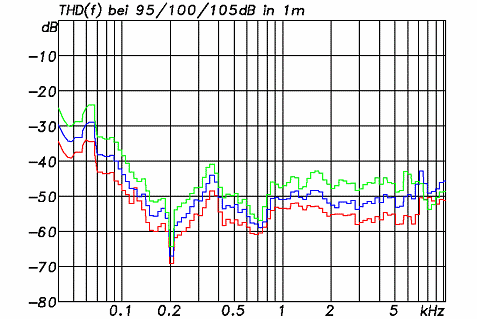
Klirrfaktor bei 95 dB / 100 dB / 105 dB eines passiven 3-Wege-Systems mit zwei Subwoofern, Tiefmitteltöner und Hochtöner

- Klirrfaktor – Der Klirrfaktor ist die bekannteste und am einfachsten zu messende nichtlineare Verzerrung. Im Hochtonbereich (ab etwa 1 kHz) liegt der Klirrfaktor selbst bei thermischer Grenzbelastung häufig unter 1 %. Der Grund sind die sehr geringen Membranauslenkungen bei hohen Frequenzen. Solche Klirrfaktoren sind zum Beispiel bei Sinustönen noch wahrnehmbar. Die zu Grunde liegende Nichtlinearität macht sich jedoch viel unangenehmer durch Differenztöne bemerkbar. Bei tiefen Frequenzen nimmt die Auslenkung jedoch um Größenordnungen zu und führt zu nichtlinearen Effekten, unter anderem aufgrund nichtlinearer Kräfte der Aufhängung oder insbesondere aufgrund der Tatsache, dass die Tauchspule den Luftspalt teilweise verlässt. Hinzu kommen parasitäre Schwingungen innerhalb der Membran, die ebenfalls zu Oberwellen führen. Im Bild rechts ist dieser Anstieg des Klirrfaktors hin zu niedrigen Frequenzen etwa auf das Zehnfache gut zu sehen. Bei sehr tiefen Tönen bleiben Klirrfaktoren bei Musikwiedergabe oft unbemerkt, bei Sinussignalen treten sie jedoch deutlich zutage, da die Oberwellen im Bereich großer Hörempfindlichkeit liegen. Bei professionellen, transportablen Lautsprechern liegen die Klirrkomponenten selbst bei über 100 dB Arbeitspegel in einem Meter Abstand weit unter 1 %. Auch kostspielige Produkte für den Endkonsumenten können dagegen bereits bei Zimmerlautstärke an sich schon hörbare Verzerrungen aufweisen. Dem Klirrfaktor wird damit begegnet, dass der Lautsprecher im Bereich seines Hubes nicht den linearen Bereich des Antriebes verlässt, dass Membranen partialschwingungsfrei (steif) sind und dass die Membran-Aufhängung und die Spinne dem vollen Hub folgen können. Inwieweit die auditorische Qualität eines Lautsprechers wesentlich von den verschiedenen Nichtlinearitäten abhängt, ist eine offene Frage, siehe unter anderem die Arbeiten von Geddes/Lee.
- Intermodulation wird durch Mehrwegeboxen vermieden und indem Lautsprecher einen möglichst geringen und/oder linearen Hub haben (lange Schwingspule, großer Durchmesser).
  - Amplituden-Intermodulation: Die gleichen Ursachen, welche die harmonischen Verzerrungen hervorrufen, sorgen grundsätzlich auch für Intermodulation. Beim Lautsprecher wirken viele nichtlineare Teile zusammen, die direkte Ableitung der Intermodulation aus den harmonischen Verzerrungen ist deshalb kaum möglich. Intermodulation wird bei geringeren Anteilen als beim Klirrfaktor schon als störend empfunden. Professionelle Anlagen erreichen beim üblichen Arbeitspegel unter 1 % Differenz- und Summentonverzerrungen. Stärker kompromissbehaftete Lautsprecher für Endverbraucher erzeugen je nach Größe und Frequenzbereich bei Arbeitspegel auch mehr als 10 %.
  - Frequenz-Intermodulation: Weil sich die Membran zur Erzeugung des Schalls bewegen muss, ändert sich ihre Lage ständig relativ zum Übertragungsmedium. Die ständige Lageänderung wirkt auf die Schallwelle über den Doppler-Effekt. Dieser tritt umso stärker auf, je höher die Auslenkung der Membran ist. Insbesondere hohe Frequenzen, die durch Partialschwingungen der Membran erzeugt werden, unterliegen dabei dem Hub der Basstöne. Der Lautsprecher stellt dann eine abwechselnd auf den Hörer zukommende bzw. sich von ihm entfernende Schallquelle dar. Hohe Frequenzen erfahren dabei eine Schwebung (also eine Verstimmung) im Rhythmus der ihr unterlagerten, tieferen Frequenzen, was sich als „Rauheit“ im Klangbild bemerkbar machen kann.[12]
- Dynamikkompression bzw. weiches Clipping tritt auf, wenn der Lautsprecher sich seiner Aussteuerungsgrenze nähert und ist im teilweisen Verlassen des Magnetspaltes durch die Tauchspule oder durch die mechanische Begrenzung der Auslenkung begründet.

### Raumakustik
Hörräume erzeugen Klangverfärbungen. Es kommt zu Interferenzen zwischen direktem Schall und reflektiertem Schall, der den Klang verändert, zum Beispiel wenn die Lautsprecherbox in einer Mauerecke steht. Insbesondere große Räume besitzen je nach Möblierung, Wandverkleidung und Menge der Gäste einen Nachhall und ggf. impulsverzerrende Reflexionen. Lange Schallwege verursachen eine relativ stärkere Dämpfung höherer Frequenzen. Dem wird bei großen Sälen und im Freien mit gerichteter Abstrahlung der hohen Schallfrequenzen oder mit laufzeitverzögerten, weiter im Hörgastbereich aufgestellten Höhenlautsprechern begegnet.
Für einen bestimmten Ort im Raum können verfälschte Frequenzgänge durch inverse Filterung beseitigt werden. Allerdings werden die Probleme an einem anderen Ort dadurch eventuell schlimmer, da dort andere Interferenzen auftreten. Der hinsichtlich der Wiedergabe ideale Reflexionsarme Raum ist nicht realistisch und nicht gewünscht. Das menschliche Gehör kann sich an Frequenzgangverzerrungen anpassen, nicht jedoch an zu starken Hall und Mehrwegeausbreitung (Reflexion) von Impulssignalen bzw. Zischlauten.

### Korrekturtechniken
Jeder Schallwandler, also der/die Treiber einschließlich aller Elemente des Gehäuses bzw. der Schallführung (im Grunde auch des Hörraums) ist ein System mit verteilten Parametern. Die klassische Vorstellung eines elektromechanischen Systems mit konzentrierten Parametern (Massen, Federsteifigkeiten, Schwingkreisgüten) vermag nur erste Anhaltspunkte einer Simulation zu geben. Zur rechnerischen Betrachtung dienen auch die Thiele-Small-Parameter. Damit eine Optimierung mit den im System verteilten Parametern durchgeführt werden kann, wurden verschiedene Korrekturtechniken entwickelt. Diese lassen sich grob in Steuerungen und Regelungen differenzieren.

#### Dämpfung durch geringen Speisewiderstand

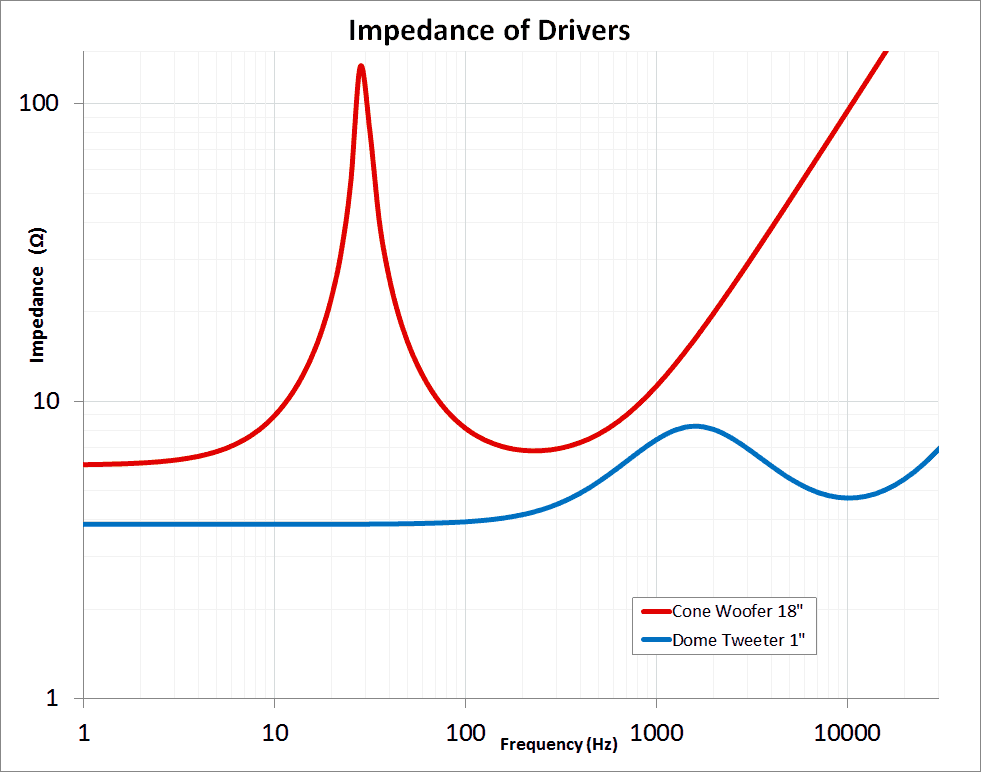
Impedanz verschiedener Lautsprechertreiber (Visaton PAW46 und Peerless H26TG35-06): Im Bereich der jeweiligen Resonanzfrequenz kommt es aufgrund von Rückwirkungen auf die Membranbewegungen zu einem Impedanzanstieg, im oberen Bereich durch die Induktivität der Schwingspule. Siehe auch Diagramm mit vier Treibern.

Die einfachste und wichtigste Maßnahme ist die exakte Steuerung über die dämpfende Wirkung des Verstärkerausgangs. Aufgrund der Gegenkopplung sind die meisten Leistungsverstärker eine Regelschleife. Sinkt oder steigt der Momentanwert der Ausgangsspannung infolge einer Rückwirkung vom Lautsprecher, führt die Gegenkopplung den Wert auf denjenigen des Steuersignals zurück. Der Verstärkerausgang stellt für den Lautsprecher idealerweise eine Quellimpedanz des Wertes null dar.
Jeder dynamische Lautsprecher ist vereinfacht ein gedämpftes Feder-Masse-System, das eine Grundresonanz und infolge unterschiedlicher Schwingungsmodi der Membran immer auch Partialschwingungen bei höheren Frequenzen aufweist. Infolge der sich in Betrag und Phase ändernden Impedanz belastet der schwingende Lautsprecher den Verstärker im Vergleich zu einem ohmschen Widerstand anders. So wirkt ein dynamischer Lautsprecher immer auch wie ein elektrischer Generator. Wichtig ist das zumal bei schwach mechanisch bedämpften Lautsprechern im Bereich ihrer Grundresonanz. Die erzeugte Spannung ist oft gegenüber der Speisespannung phasenverschoben. Die auf den Verstärker rückwirkende Spannung wird durch den zumeist sehr geringen Innenwiderstand des Verstärkerausgangs mehr oder weniger kurzgeschlossen, und die Dämpfung des Lautsprechers steigt. Hieraus folgt, dass Lautsprecher, Lautsprecherkabel und Verstärker nicht nur hinsichtlich ihrer elektrischen Leistung dimensioniert werden müssen, sondern dass die Quellimpedanz des Verstärkers und die Impedanz des Kabels (und die vom Lautsprecher her gesehene Impedanz einer eventuellen Frequenzweiche) klein sein sollten. Wichtig ist, dass auch die Impedanz der Schwingspule selbst hier addiert werden muss und der effektiven Dämpfung entgegenwirkt. Aus diesem Grund wird auch mit negativen Ausgangswiderständen von Verstärkern gearbeitet, um den Einfluss der Schwingspulen zu mindern.
Eine Überdämpfung sollte aber nicht stattfinden. So sind Kopfhörer oft bereits mechanisch deutlich bedämpft. Hier können Verstärkerausgänge vorteilhaft durchaus höherohmiger sein, die elektrische Dämpfung also geringer angewendet werden.

#### Dämpfung durch aktive Regelung

Bewegung der Membran bei sehr hohen Frequenzen (Mode u_{03})

Bei aktiven Lautsprechersystemen gibt es Anordnungen, welche die Bewegung messen, meist nahe dem Antrieb (Schwingspule). Dafür sind Lautsprecherchassis mit einem dynamischen, piezoelektrischen- oder kapazitiven Sensor entwickelt worden. Mit dem Signal des Sensors wird versucht, das Antriebssignal geeignet vorzuverzerren. Damit wird zumindest im Bereich des Sensors eine Membranbewegung erzeugt, die dem gewünschten Audiosignal (Schalldruck) besser entspricht. Die Partialbewegungen (an anderen Stellen der Membran) werden dadurch kaum beeinflusst.

#### Dämpfung durch aktive Regelung der Gesamtmembran

Wellenausbreitung nach Impulsanregung der Membranmitte

Es gibt Versuche, mit einer oder mehreren Messspulen näher am Rand der Membran oder metallisierten Membranoberflächen hinter einem Metallgitter und Messung der Kapazitäts- oder Ladungsänderungen zwischen Membranoberfläche und isoliert befestigtem Metallgitter bessere und genauere Korrektursignale zu gewinnen. Diese einige Zentimeter vom Zentrum entfernten Sensoren liefern wegen der endlichen Geschwindigkeit der Wellenausbreitung in Richtung Rand zeitversetzte Signale, die eine schnelle Regelung unmöglich machen. Eine langsame Regelung im Bassbereich erscheint möglich. Technisch gesehen handelt es sich um eine Regelung mit Totzeit, die immer als problematisch und ungenau gilt.
Eine „Bewegung der Gesamtmembran“ gibt es wegen der Vielzahl an Partialschwingungen nicht und kann deshalb auch nicht „gemessen“ werden. Es bleibt unklar, was genau metallisierte Membranoberflächen hinter einem Metallgitter messen. Es ist physikalisch unmöglich, die Partialschwingungen in ihrer Gesamtheit durch einen geänderten Antrieb der Schwingspule zu unterbinden.

#### Dämpfung durch Steuerung
Ziel der Membranvorauskorrektur ist, manche Wiedergabefehler des Gesamtsystems zu korrigieren, indem aus dem Eingangssignal und gemessenen Parametern des Systems ein Korrektursignal erzeugt und an einer geeigneten Stelle mit umgekehrtem Vorzeichen zum eigentlichen Audiosignal addiert wird. Der Lautsprecher wird also mit einem vorverzerrten Signal gespeist.
Auch diese Methode kann nicht beliebig große Fehler kompensieren – also aus einem schlechten schmalbandigen Lautsprecher kein HiFi-System machen – und besitzt Limitationen mathematischer Art.

#### Dämpfung durch Rückkopplung aus dem Schallfeld
Es ist technisch nicht möglich, mit Mikrofonen einen elektro-akustischen Regelkreis inklusive des Verstärkers zu bauen. Dies würde es ermöglichen, analog zur Verstärkertechnik auch die nichtlinearen Artefakte deutlich zu reduzieren. Durch die akustischen Laufzeiten und durch die Phasendrehungen im Lautsprecher und im Mikrofon und vor allem durch die Schalllaufzeit zum Mikrofon entsteht ein äußerst instabiler Regelkreis, ganz ähnlich wie man es von der Aufnahmetechnik beim Mikrofon-Rückkopplungspfeifen her kennt.

### Zusammenfassung
Diskussionen und Aktivitäten zur Verbesserung der Wiedergabe befassen sich häufig nur mit den linearen Artefakten. Oben wurde dargelegt, dass bei normalen Abhörsituationen gegenüber diesen Fehlern der Lautsprecher die Effekte durch Interferenzen und Reflexionen im Raum überwiegen, sodass außer in reflexionsarmen Räumen auch gute Boxen keine gute Wiedergabe liefern können – die kammfilterartigen Auslöschungen und Verstärkungen führen dazu, dass bestimmte Frequenzen, die auf dem Tonträger vorhanden sind, stark abgeschwächt oder verstärkt wiedergegeben werden.
Die nichtlinearen Artefakte sind demgegenüber weit irritierender, weil zusätzlich Frequenzen entstehen, die in der Aufnahme nicht enthalten sind. Sie werden maßgeblich durch die Lautsprecher verursacht und nicht wie oft vermutet durch den Verstärker oder andere Übertragungsglieder. Sie sind daher ein wesentliches Qualitätskriterium von Lautsprechern, erklären jedoch nur teilweise deren große Preisunterschiede.

## Technische Daten
Typische technische Daten einer Lautsprecherbox können beispielsweise wie folgt aussehen:
- Bestückung: 250-mm-Tieftöner, 120-mm-Mitteltöner, 25-mm-Hochtonkalotte
- Nennimpedanz: 4 Ohm
- Übertragungsbereich: 32 Hz–40 kHz (−6 dB)
- Linearer Frequenzgang: 38 Hz–21 kHz (±1,5 dB)
- Kennschalldruck: 86 dB (2 Volt, 1 Meter)
- max. Schalldruck: 106 dB (Lautsprecherpaar, Peak, 100 Hz–10 kHz, 1 Meter)
- Übergangsfrequenzen: 450 Hz, 2300 Hz
- Belastbarkeit nach DIN: 320 Watt Sinus, 480 Watt Musik
- Abmessungen: 450 mm × 290 mm × 280 mm (H×B×T)
- Gewicht: 20 kg

## Elektrische Eigenschaften

### Impedanz
Da ein Lautsprecher mit Wechselspannung betrieben wird, unterscheidet sich der elektrische Widerstand bei Gleichstrom (mit Ohmmeter gemessener Wert) von der Impedanz, die sich aus einem Wirkwiderstandsanteil und einem Blindwiderstandsanteil zusammensetzt. Durch Gegeninduktion der schwingenden Membran entstehen zusätzlich Bereiche mit besonders hoher Impedanz (Resonanz).
Mit sinkender Impedanz sinkt auch die Spannung, die zum Erreichen der gleichen Leistung erforderlich ist, während der Strom sich in gleichem Maße erhöht. Hifi-Lautsprecher werden überwiegend mit 4 oder 8 Ohm Impedanz angeboten. Es ist für die Wiedergabequalität prinzipiell egal, wie hoch die Impedanz ist, jedoch ist es für die Belastung des Verstärkers wichtig, dass die Impedanz einen bestimmten Wert nicht unterschreitet. Auch können bei langen Lautsprecherleitungen mit gleichem Leitungsquerschnitt bei hoher Impedanz der Lautsprecher höhere Leistungen übertragen werden und der relative Widerstandsanteil des Kabels ist vergleichsweise geringer. Das ist wichtig für die Dämpfung der Lautsprecher durch den niedrigen Quellwiderstand des Verstärkers. Dadurch wird die Impulstreue verbessert.
Kopfhörer haben höhere Impedanzen von etwa 16 bis 600 Ohm. Sie können prinzipiell an Verstärkern für niedrigere Impedanzen betrieben werden, oft ist jedoch am Kopfhörerausgang eines Verstärkers ein Spannungsteiler vorgeschaltet.

### Belastbarkeit (Leistung)
Die Belastbarkeit von elektrodynamischen Lautsprechern wird im Wesentlichen durch drei Effekte begrenzt:
- Thermische Überlastung durch Überhitzung (Veränderung von Isolation oder Klebungen)
- Mechanische Überlastung durch zu weitere Auslenkung (im Extremfall verlässt die Schwingspule den Luftspalt oder schlägt an)
- Mechanische Überlastung durch zu hohe Kräfte und Materialermüdung (Kurzzeitüberlastung, insbesondere bei PA-Lautsprechern)

Die Belastbarkeit eines Lautsprechers ist extrem von der Frequenz (durch den Einsatz verschiedener Chassis und durch deren frequenzabhängige Impedanz und deren frequenzabhängige Empfindlichkeit, die ja kompensiert werden muss, um einen neutralen Lautsprecher zu erhalten) und vom Crest-Faktor des anliegenden (Mittelwert-zu-Spitzenwert) abhängig. Es gibt standardisierte Messverfahren, die allerdings nur einen groben Überblick über die Belastbarkeit geben.
Ein generelles Missverständnis ist der nicht beachtete Unterschied zwischen einem Verstärker mit 400 Watt Sinusleistung und einem Lautsprecher mit 400 Watt Nominalbelastbarkeit.
- Ein Verstärker mit 400 Watt Sinusleistung kann z. B. 400 Watt an 4 Ohm über eine Zeit von 10 Minuten bei 0,7 % Klirrfaktor abgeben.
- Wenn man diesen Verstärker übersteuert, sind z. B. auch 520 Watt bei 10 % Klirrfaktor oder 600 Watt bei 20 % Klirrfaktor möglich.
- Ein Verstärker mit 400 Watt Sinusleistung gibt aber bei Musik je nach Kompressiongrad der Musik durchschnittlich nur zwischen 10 und 50 Watt ab, bevor er die Spitzen deutlich verzerrt, weil Musik kein Sinus ist.
- Ein Lautsprecher mit 400 Watt Nominalbelastbarkeit und 4 Ohm Nennimpedanz verträgt ein Breitbandrauschen mit durchschnittlich 133⅓ Watt (an 4 Ohm), im Allgemeinen getestet mit einem getakteten Breitbandrauschen (1 Sekunde an, 2 Sekunden aus).
- Der Hochtöner verträgt hier im Allgemeinen so um die 10 Watt, bekommt je nach Musik und Weiche zwischen 1 % und 20 % der Leistung des Musiksignals ab.
- Solange man den Verstärker nicht übersteuert, sind das im Endeffekt zwischen 0,1 und 10 Watt, bei Übersteuerung des Verstärkers sind da aber auch über 100 Watt möglich, die Hochtöner innerhalb von 1 bis 2 Sekunden zerstören.

Die Leistung eines Lautsprechers in Watt wird immer für die eingespeiste elektrische Leistung angegeben – Lautsprecher haben einen sehr geringen und von Modell zu Modell stark unterschiedlichen Wirkungsgrad. Die Belastbarkeit wird durch zwei Effekte limitiert. Zum einen wird wegen des geringen Wirkungsgrades die meiste Energie in Wärme umgewandelt, und zwar in der Schwingspule. Dadurch kann diese thermisch zerstört werden. Zum anderen kann die Schwingspule, der Antrieb oder die Membran durch zu große Auslenkungen mechanisch geschädigt werden. Dies tritt vor allem bei tiefen Frequenzen oder bei Impulsbelastung auf.
Die Angabe einer Sinusleistung (Leistung bei einer festgelegten Frequenz), wie sie zum Beispiel bei Verstärkern üblich ist, ist für die Ermittlung der thermischen Belastbarkeit bei Lautsprechern nicht angebracht, da unter Umständen auch bei geringer Temperatur durch zu große Auslenkungen die mechanische Zerstörung einsetzt. Außerdem sind übliche Musiksignale im zeitlichen Mittel eher einem um 3 dB/Oktave abfallenden Frequenzgemisch ähnlich; siehe 1/f-Rauschen (rosa Rauschen). Daher wird die zulässige (thermische) Leistung eines Lautsprechers für ein rosa Rauschen, begrenzt auf den angegebenen Nenn-Frequenzbereich des Lautsprechers, angegeben. Der angegebene mittlere Effektivwert PRMS bedeutet somit zum Beispiel, dass ein mit 120 Watt RMS und den Frequenzbereich ab 8 kHz angegebener Hochtöner von der gesamten Rauschleistung durch den 1/f-Amplitudenverlauf und die erforderliche Lautsprecherweiche nur ein Hundertstel abbekommt. Er verträgt also nur 1,2 Watt.
Bei Hochtönern wird die mechanische Zerstörung meist nicht erreicht, bevor sie thermisch versagen. Zu große Auslenkungen können meistens am drastischen Ansteigen des Klirrens festgestellt werden. Da die Auslenkung von der Montage und der Box abhängt, werden diese Daten von den Herstellern nicht in Form einer Signalstärke angegeben, es wird lediglich die Länge von Luftspalt und Schwingspule angegeben. Der Betrieb von Hochtönern unterhalb der empfohlenen Grenzfrequenz oder von Horntreibern ohne Horn kann zum Ausfall führen.
Tieftöner können thermisch oder durch zu große Auslenkung zerstört werden. Lautsprecher-Schutzschaltungen berücksichtigen die Wärmekapazität der Lautsprecherspule. Die kleineren Antriebe von Hochtönern haben geringe Wärmekapazitäten und gehen daher schnell thermisch kaputt. Sie werden teilweise durch Ferrofluide im Spalt gekühlt, die Schwingspule kann dann in die Magnetpole Wärme ableiten.
Lautsprecher können unter Umständen nicht durch leistungsschwächere Audioverstärker vor Überlastung geschützt werden: Bei Übersteuerung (Clipping) erzeugen diese vor allem ungeradzahlige Harmonische, die bei Mehr-Wege-Lautsprechern zur Überlastung von Mittel- und Hochtöner führen können.
Anhand der technischen Daten des Lautsprechers kann man den maximal in einer bestimmten Entfernung (angegeben ist meist der Schalldruck in 1 Meter Abstand als Referenz; der Schalldruck sinkt im Freiraum mit dem Quadrat der Entfernung) erzielbaren Schalldruck errechnen.
Die Angabe PMPO, wie sie bei Lautsprechern der untersten Preisklasse zu finden ist, folgt keiner geschützten Definition und besitzt keine Aussagekraft.

### Wirkungsgrad
Der Wirkungsgrad ist das Verhältnis von abgegebener Schallleistung zu zugeführter elektrischer Leistung.
Der Wirkungsgrad von typischen Lautsprechern ist vom Auslegungszweck und der Konstruktion abhängig. Ein hoher Wirkungsgrad geht auf Kosten der Wiedergabetreue, daher hängt der Wirkungsgrad stark vom Einsatzzweck ab. Typische HiFi-Lautsprecher liegen im Bassbereich zwischen 0,2 und 2 Prozent, wobei für Hornlautsprecher mit einem begrenzten Frequenzbereich bis zu 25 % erreicht werden. Die restliche Leistung wird in Wärme umgewandelt, hauptsächlich direkt in der Schwingspule. Da eine nicht unbeträchtliche Menge an Wärme in der verhältnismäßig kleinen Schwingspule entsteht, kann diese bei fehlenden Vorsichtsmaßnahmen bei einer Überlastung schnell zerstört werden.
Für Lautsprecher wird nicht der Wirkungsgrad, sondern der Kennschalldruckpegel angegeben.
Hierzu wird der Lautsprecher mit einer elektrischen Leistung von 1 Watt betrieben und in 1 Meter Abstand wird der Schalldruckpegel gemessen. Angaben wie dB/W/m sind unrichtig, da eine logarithmische Größe nicht mit einer linearen Größe ins Verhältnis gesetzt werden kann. Der Kennschalldruckpegel wird als logarithmisches Größenverhältnis in dB auf einen Norm-Schalldruck von 20 µPa (für Luft-Lautsprecher) bezogen und in typisch 1 m Entfernung in der Symmetrieachse in Abstrahlrichtung gemessen.
Den Kennschalldruck kann nicht in einen Wirkungsgrad umgerechnet werden, die Fehler übersteigen üblicherweise eine Größenordnung.
Es ist schon mal ein guter Richtwert, wenn man weiß, dass bei Normaldruck 1 Watt Schallleistung in alle Richtungen abgestrahlt (Rundstrahlcharakteristik bzw. Kugelcharakteristik, nur bei Bässen realistisch) in 1 Meter Entfernung einem Schalldruck von 109 dB entspricht. Erreicht man 89 dB Schalldruck, kann man 1 Prozent Wirkungsgrad annehmen. Die Ursache für die mit steigender Frequenz nicht mehr mögliche einfache Umrechnung ist die zunehmend gerichtete Abstrahlung. Das Verhältnis zwischen der abgestrahlten Schallleistung eines in alle Richtungen abstrahlenden Lautsprechers und eines realen Lautsprechers nennt man Bündelungsgrad. Der Wirkungsgrad ist um den Bündlungsgrad zu korrigieren. Ein Bündlungsgrad von 12 dB bei zum Beispiel 10 kHz bedeutet, dass der Wirkungsgrad 16-mal kleiner ist als der Kennschalldruck vermuten lässt. Im Tieftonbereich hängt der Wirkungsgrad außerdem davon ab, ob ein Lautsprecher frei steht (Abstrahlung in den Ganzraum: {\displaystyle 4\pi }) oder für die Wandmontage konstruiert wurde (Abstrahlung in den Halbraum: {\displaystyle 2\pi }). Ein weiterer Fehler kommt durch die erheblich mit der Frequenz schwankende Impedanz von Lautsprecherboxen zustande. Eine höhere Impedanz bedeutet bei gleichem Spannungspegel eine geringere aufgenommene Leistung, verbunden mit einem höheren Wirkungsgrad. Weiterhin enthält die Impedanz einen Blindanteil, der bei der Einspeisung einer konstanten Spannung unberücksichtigt ist und keine Wirkleistung erzeugt.
Ein gut konstruierter Lautsprecher hat ein über die Amplitude und über die Frequenz ein möglichst konstantes Verhältnis zwischen Eingangsspannung und Schalldruck. Gemessen wird auf der Hörachse. Der Bündelungsfaktor sollte mit der Frequenz wenn dann monoton fallen, es sollen keine durch Nullstellen getrennte Nebenkeulen im Richtdiagramm auftreten.
Lautsprecher sind durch einen geringen energetischen Wirkungsgrad gekennzeichnet. Dieser ist hauptsächlich in der schlechten Anpassung zwischen der abstrahlenden Fläche und der Schallimpedanz begründet. Eingeschränkter Frequenzgang und tolerierbare Verzerrungen führten zu Konstruktionen, die sehr viel höhere Wirkungsgrade aufweisen als HiFi-Lautsprecher. Meist wird jedoch ein hoher Schalldruck durch Bündelung erreicht. Druckkammerlautsprecher mit Horn vereinen beide Wege. Ein wirkungsgradschwacher Wandler (z. B. ein Magnetostat oder ein dynamischer Lautsprecher mit einem schwachen Magneten) benötigt eine dementsprechend höhere Verstärkerleistung, die als Wärmeleistung von der Schwingspule abgeführt werden muss, damit eine Beschädigung der Spule vermieden wird. Hohe Verstärkerleistung ist unter anderem bei Batteriebetrieb unerwünscht. Verstärker mit hoher Effizienz besitzen ihrerseits nicht immer auch gute Übertragungseigenschaften.
Eine effektive Kopplung des Lautsprechers an die Luft (z. B. Bassreflexprinzip, große Schallwand, großes Volumen bei geschlossenen Boxen, Exponentialtrichter) erhöht die Effizienz. Großer Wirkungsgrad und gleichzeitig gute Schallwiedergabe bei hohen Schalldruckpegeln werden mit großen Lautsprechern (geringere Auslenkung bei gleichem Schallpegel) erreicht. Große Bauformen sind jedoch häufig nicht erwünscht, sie sind teurer oder weisen andere Nachteile auf (z. B. Partialschwingungen der Membran). Auch mehrere kleine Lautsprecher können nichtlineare Verzerrungen vermeiden, führen jedoch eventuell zu Interferenzen.

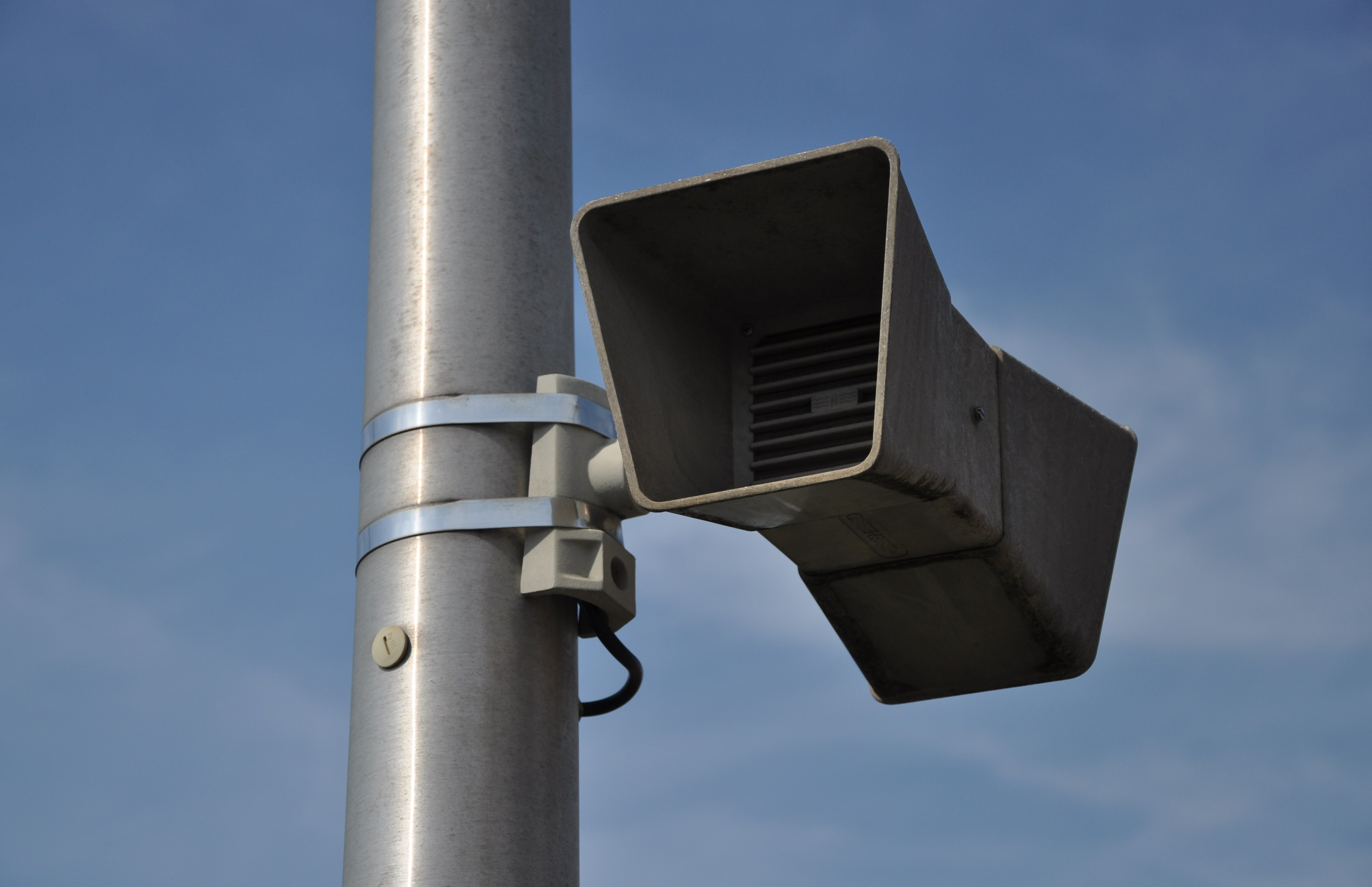
Druckkammerlautsprecher mit Horn auf einem Bahnhof

Effizienzverbesserung durch ausgeprägte Eigenresonanzen kleiner Boxenvolumina oder durch das Bassreflex-Prinzip führen zu einem verzerrten Frequenzgang und zu einer Verschlechterung der Impulstreue.
Bei der Beschallung zum Beispiel von Bahnhöfen kommt es auf eine gute Sprachverständlichkeit bei großem Pegel an. Oft werden hier Hornlautsprecher oder Druckkammerlautsprecher eingesetzt, die nur den relativ geringen Frequenzumfang der Sprache mit hohem Wirkungsgrad wiedergeben. Deren gerichtete Abstrahlung, insbesondere der hohen Frequenzen (Zischlaute), kann zur Erhöhung der Effizienz, aber auch zur Vermeidung von Laufzeit-Verzerrungen (Reflexionen, mehrere Quellen) genutzt werden, die ansonsten die Sprachverständlichkeit beeinflussen.